# Niederländische Fußballnationalmannschaft
Als niederländische Fußballnationalmannschaft (niederländisch Nederlands voetbalelftal) wird die Fußballauswahl der Niederlande bezeichnet. Seit 1905 traten 761 Spieler für das vom Koninklijke Nederlandse Voetbal Bond organisierte Team an. In 869 Spielen erreichte die niederländische Nationalmannschaft 444 Siege und 190 Unentschieden, 235 Partien verlor sie. Sie nahm bislang an elf Fußball-Weltmeisterschaften und elf Europameisterschaften teil. Ihre größten Erfolge waren der Europameistertitel 1988, sowie drei Vizeweltmeisterschaften 1974, 1978 und 2010. Weiterhin gewann die Nationalmannschaft drei Bronzemedaillen bei den Olympischen Spielen 1908, 1912 und 1920 und wurde Dritte bei der Weltmeisterschaft 2014. Am 24. August 2011 führte die Mannschaft erstmals allein die FIFA-Weltrangliste an. Aufgrund der seit dem 21. Dezember 1907 traditionellen orangefarbenen Trikots und des in den Niederlanden herrschenden Königshauses Oranien-Nassau wird die Mannschaft auch als Oranje elftal (orange Elf) oder kurz Oranje, im Deutschen auch fälschlicherweise im Plural als Oranjes bezeichnet.

## Geschichte

### Vor dem Ersten Weltkrieg

#### Anfänge internationaler Fußballbeziehungen
Internationale Spiele niederländischer Mannschaften sind von Anfang an geprägt von den „Bruderduellen“ mit den Nachbarn aus Belgien. Fußballerische Kontakte gab es seit etwa 1890. Am 30. März jenes Jahres kam der älteste belgische Verein Royal Antwerpen, der von Engländern gegründet worden war und zu dieser Zeit auch fast nur englische Spieler hatte, zu einem Spiel zu Concordia in Rotterdam. Im folgenden Jahr empfingen die „englischen Belgier“ eine Auswahl aus der niederländischen Stadt. Mit dabei der spätere Innen- und Landwirtschaftsminister Jan Kan, der sich später erinnerte: 

„Als wir morgens um neun am Spielort ankamen, stand das Ehrenbier bereits parat, gefolgt von einem opulenten Lunch, bei dem wiederum das Bier floss. Erst gegen 15 Uhr begann das Spiel, für das wir nunmehr nur noch neun Mann aufs Feld bekamen. Wir konnten ein Unentschieden erreichen – was vermutlich nur dem Umstand zu verdanken ist, dass die gegnerischen Spieler dem Gerstensaft noch mehr zugesprochen hatten als wir.“

 Weitere Begegnungen zwischen niederländischen und belgischen, aber auch britischen Mannschaften folgten. Insbesondere Sparta Rotterdam leistete in dieser Hinsicht Pionierarbeit.
Schon 1889 war der Niederländische Fußballbund – bis 1895 noch als Fußball- und Leichtathletikbund NVAB (Nederlandsche Voetbal- en Athletische Bond) bezeichnet – gegründet worden. Fünf Jahre später wurde, am 6. Februar 1894, das erste internationale Spiel des NVAB durchgeführt. Die Auswahl von Spielern aus fünf Vereinen – die zur Begegnung mit dem FC Felixstowe, der am Tag zuvor ein Match bei Sparta, ein 1:1-Remis, absolviert hatte, in den Shirts ihrer jeweiligen Clubs aufliefen – verlor gegen die Engländer mit 0:1. Englische Mannschaften waren in den folgenden Jahren meist die Gegner der niederländischen Auswahl, darunter Dorfclubs wie der aus Saxmundham, den die NVAB-Elf mit 9:2 besiegen konnte. Letztlich waren die englischen Teams aber lediglich Entwicklungshelfer, die dem niederländischen Fußball auf die Beine halfen. Am 3. Dezember 1900 trat eine Bondselftal mit Spielern von Ajax Leiden, HBS Craeyenhout, HVV Den Haag, RAP Amsterdam, Vitesse Arnheim und Victoria Wageningen in Den Haag gegen Preussen Berlin an – und gewann mit 5:1.

#### Erste offizielle Länderspiele

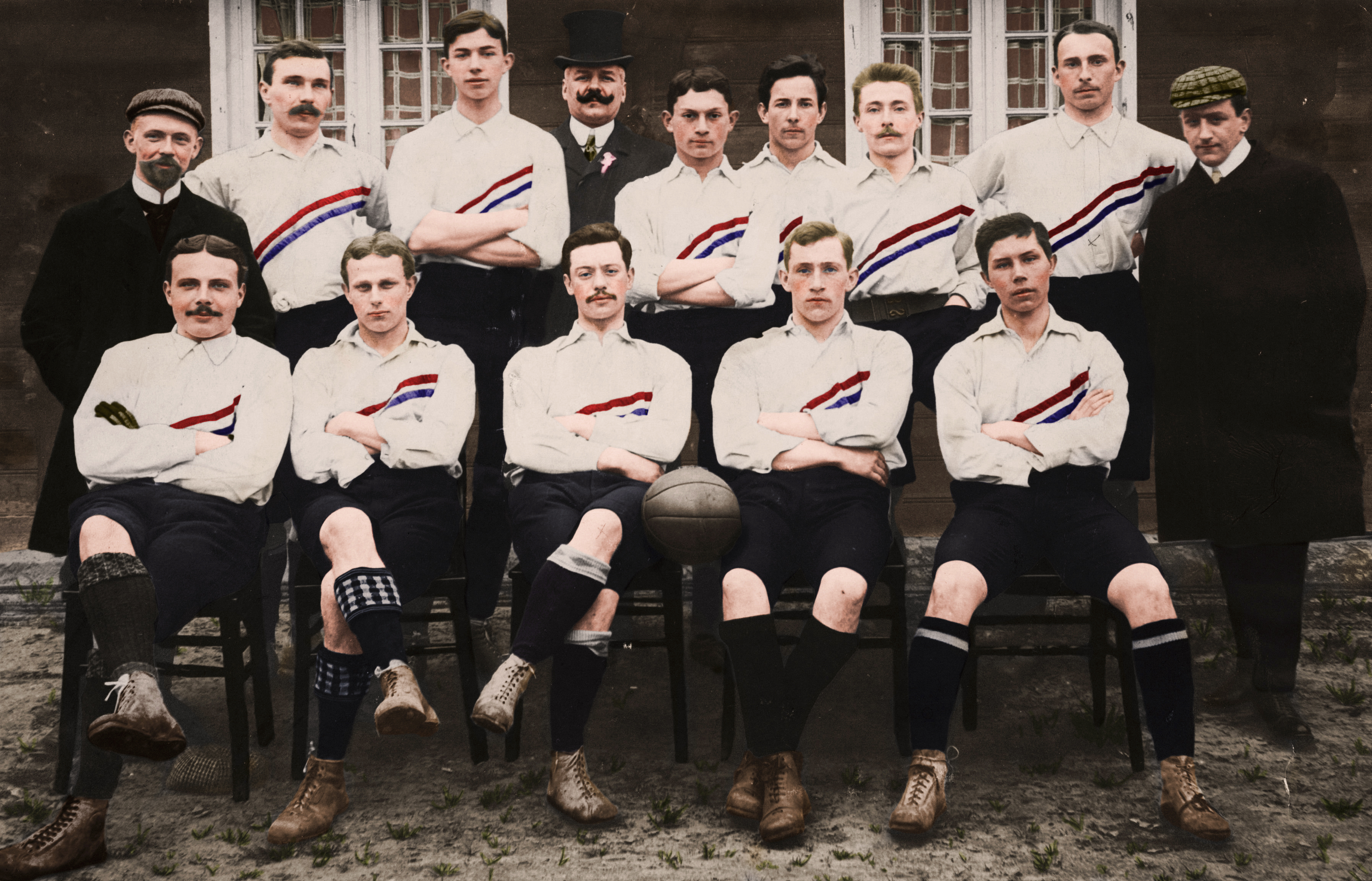
Erste niederländische Nationalmannschaft 1905 vor der Begegnung in Belgien

Im Jahr 1904 gehörte der NVB zu den Gründern der FIFA, und im selben Jahr trug der belgische Verband sein erstes Länderspiel aus. Grund genug für den NVB, ebenfalls ein Länderspiel zu planen. Im Vorfeld absolvierte die Mannschaft am 21. April 1905 ein Trainingsspiel gegen den englischen Hauptstadtclub London Caledonians, das sie mit 2:3 verlor. Am 30. April 1905 gab es dann das erste offizielle Länderspiel einer niederländischen, und in diesem Fall wirklich holländischen Auswahl, denn alle Spieler kamen aus den beiden Provinzen Noord- und Zuid-Holland: auf dem Spielfeld standen mit Stom (eigentlich beim HFC), Lutjens (HVV) und de Neve (HBS) drei Spieler, die in Breda auf einer Militärschule und für den dortigen Club Velocitas aktiv waren, dazu Torhüter Beeuwkes, Lotsy und de Vos vom DFC und die Spartaner de Korver und Boomsma. Der Haarlemer Stol, Gleenewinkel Kamperdijk von HBS und HVV-Spieler Dolf Kessler als Kapitän vervollständigten die erste Elftal. Das Spiel vor 800 Zuschauern in Antwerpen endete 4:1 für die Niederlande, allerdings erst nach einer Verlängerung um 30 Minuten, denn nach der regulären Spielzeit stand es 1:1. Alle Tore erzielten die Niederländer – de Neve traf viermal für „Holland“, Stom traf für die Belgier ins eigene Tor. In diesem und den nächsten Spielen trug das Team noch keine orangefarbenen Trikots, sondern weiße Jerseys mit der Flagge entlehnten rot-weiß-blauen Streifen.

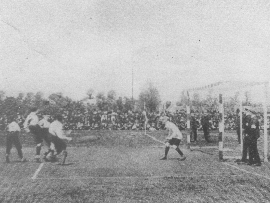
Szene vor dem belgischen Tor aus dem zweiten Länderspiel am 14. Mai 1905

Dem ersten folgten 1905 und 1906 drei weitere Spiele gegen die Belgier, ehe die Niederländer am 1. April 1907 erstmals gegen eine Auswahl aus dem Fußball-Mutterland antraten. Erstmals lud die Auswahlkommission des NVB zu diesem Match gegen die englische Amateurnationalmannschaft auch Spieler aus dem Osten des Königreiches ein, namentlich Janssen vom Enscheder Verein Prinses Wilhelmina, van Beek von Quick aus Kampen und Blume von Quick aus Nijmegen. Janssen ersetzte dabei den zuvor in allen vier Partien eingesetzten Spielmacher de Korver, wodurch Ben Stom mit seinem fünften Einsatz erster alleiniger Rekordinternationaler wurde. Neben Stom, Torhüter Beeuwkes und van der Vinne standen insgesamt acht Debütanten auf dem Platz. Die Engländer zeigten den Niederländern ihre Grenzen auf: Schon nach fünf Minuten stand es 0:2, ehe Blume verkürzte. Bis zur Halbzeit erhöhten die Amateure von der Insel auf 5:1 und am Ende hatte Beeuwkes gar achtmal hinter sich greifen müssen. Für drei der Neu-Nationalspieler, darunter van Beek und Blume, war ihre Länderspielkarriere damit bereits wieder beendet.
Nach zwei weiteren Niederlagen gegen Belgien kehrte zum „Revanchespiel“ gegen die Engländer am 21. Dezember 1907 in Darlington de Korver auf Druck der Presse in die Mannschaft zurück, die nun wieder nur aus West-Spielern zusammengestellt war. Zu dem Match in England war eine neue Spielkluft entworfen worden: orange Jerseys mit weißem Rand, weiße Hosen, schwarze Stutzen mit orange-weißem Rand. Ersatztorhüter La Chapelle stand für Beeuwkes zwischen den Pfosten und wurde zu dem Rekordtorhüter der Niederländer, der bis dato die meisten Gegentore kassierte – das erste bereits wenige Sekunden nach dem Anpfiff, erzielt durch Woodward. Elf weitere folgten bis zum Schlusspfiff, fünf davon gingen auf das Konto von Stapley. 2:12 endete die Begegnung, Ruffelse erzielte das 1:5 und das letzte Tor des Spiels. Bis dato ist es die höchste Niederlage einer niederländischen Elf, es blieb La Chapelles einziges Länderspiel, obwohl er bei den Olympischen Spielen im folgenden Jahr zum Kader gehörte.

#### Entwicklungshilfe durch einen Engländer
Das Spiel hatte aber die Wirkung, dass nunmehr von Verbandsseite mehr auf die Ausbildung von Spielern gedrängt wurde. Das englische Trainingssystem sollte als Vorbild dienen, und 1908 wurde mit Edgar Chadwick ein ehemaliger englischer Berufsspieler als Trainer für die Nationalmannschaft verpflichtet. Chadwick führte das Team bei den Olympischen Spielen in London zur Bronzemedaille und etablierte es als eine der besten Mannschaften auf dem europäischen Festland. 1910 und 1912 spielte die Elftal dreimal gegen das Team aus dem Deutschen Reich, nach Belgien, Englands Amateuren, Frankreich und Schweden der fünfte Gegner. Die ersten beiden Begegnungen gewann Oranje, erst im dritten Spiel gelang den Deutschen ein Unentschieden. Bei den Olympischen Spielen 1912 in Schweden erreichte das Team erneut Bronze.

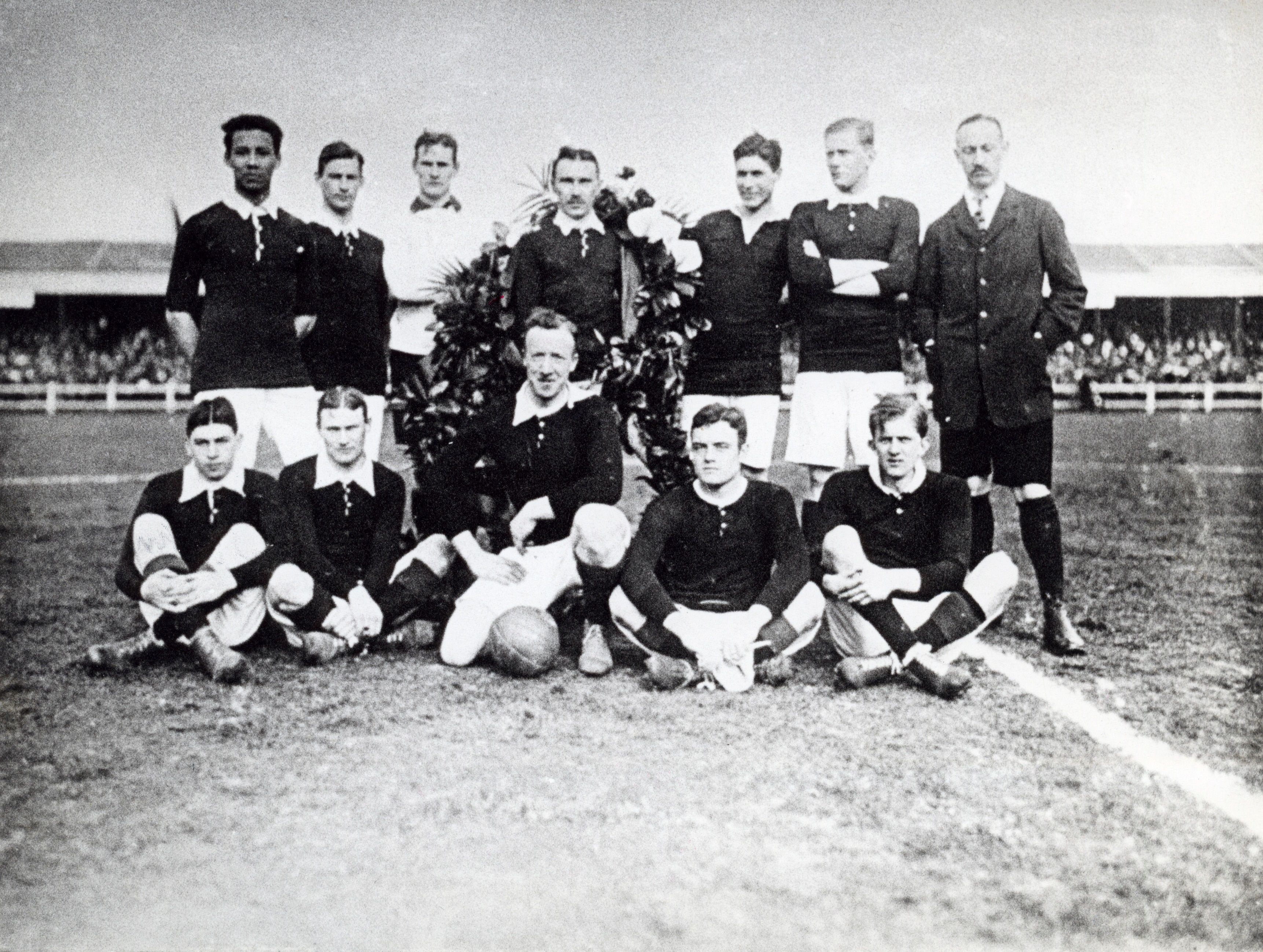
Die gegen England siegreiche Elf vom 24. März 1913. In der Mitte Bok de Korver mit Ehrenkranz für sein 30. Länderspiel

Am 24. März 1913 konnte die von Chadwick trainierte Mannschaft die „Schande von Darlington – oder auch die von London 1911: 9:1?“ rückgängig machen. In Den Haag gelang es, im einzigen Länderspiel auf dem Houtrust-Sportgelände von HBS Craeyenhout, die erneut von Woodward angeführte englische Amateurelf mit 2:1 zu schlagen. Aus der Elf von 1907 stand bei den Niederländern nur noch de Korver auf dem Platz. Zweifacher Torschütze war Huug de Groot, der sein Team in der vierten Minute früh in Führung brachte und nach dem zwischenzeitlichen Ausgleich durch Woodward („Wer anders als Woodward?“, schreibt Johan Derksen; der Chelsea-Spieler hatte in sechs Begegnungen der beiden Teams zuvor zehn Tore erzielt, fünf davon beim 9:1 in London) in der 56. Minute auch das Siegtor erzielte. 16.000 Zuschauer waren offiziell zugegen, doch es müssen weitaus mehr gewesen sein, die auch noch von Lastwagen außerhalb der Umzäunung die Abwehrschlacht der letzten halben Stunde verfolgten, in der Torhüter Göbel von Vitesse nach zeitgenössischen Berichten „wie ein Gott hielt“ und seine „resoluten Verteidiger ihre kräftigen Körper dem Ball in den Weg warfen.“ Die anwesenden Fußballfreunde und die niederländische Presse feierten den Sieg überschwänglich: 

„Unsere Anerkennung gilt der Elf in ihrer Gesamtheit, die als Einheit in ihrem Streben vereint dem mächtigen Albion trotzte, seinen Stolz brach, seine Eliteauswahl schlug.“

Es war letztlich zwar nicht die wahre Eliteauswahl, nicht also die offizielle „erste“ Elf der Football Association, sondern „nur“ die Amateurauswahl, doch das tat der Euphorie keinen Abbruch. Das Match gegen die Auswahl aus seiner Heimat war Chadwicks vorletztes Spiel als Übungsleiter. Für die Spiele bis einschließlich 17. Mai 1914 in Dänemark übernahm der Schotte Billy Hunter. Dann zwang der Weltkrieg den Fußball zu einer fünfjährigen Pause.

### 1919 bis 1930 – Vom Olympiatreppchen ins Mittelmaß

#### Die dritte Bronzemedaille und die „Schande von der Schelde“
Fred Warburton war nach dem Krieg der nächste Engländer, dem der NVB das Traineramt anvertraute. Warburton führte das Team zu den Olympischen Spielen im Nachbarland Belgien und dort zur dritten olympischen Bronzemedaille. Eine zentrale Spielerfigur dieser Spiele und der nächsten Jahre war Jan de Natris, der 1950 als der „beste Spieler, der je bei Ajax Amsterdam aktiv war“ bezeichnet wurde und im Frühjahr 1920 in der Nationalelf debütiert hatte. Beim olympischen Fußballwettbewerb in Brüssel und Antwerpen gehörte de Natris zunächst im Angriff der niederländischen Mannschaft zur Stammformation. Im Viertelfinale gegen Schweden erzielte er in der Verlängerung den Treffer zum 5:4-Sieg. Dem folgte, was als De Schande van de Schelde („die Schande von der Schelde“) bekannt wurde. Die Mannschaft war mit einem von der niederländischen Regierung zur Verfügung gestellten Schiff, der Hollandia, nach Antwerpen gereist. Während der Spiele blieben die Spieler auf dem auf der Schelde vor Anker liegenden Schiff untergebracht, jeweils zu dritt in kleinen, spartanisch ausgerüsteten Kabinen ohne elektrisches Licht oder Waschgelegenheit – „eine eklige, düstere Kammer, in die man nicht einmal Häftlinge sperrt“, urteilte der Chronist von De Sportkroniek – während die Funktionäre in luxuriösen Hotelzimmern nächtigen durften.
Nachdem sich de Natris für die Spieler über die Unterkünfte beschwert hatte, meinte der Verband, sie mit einem Grammophon und einigen Schallplatten besänftigen zu können. De Natris und andere, darunter vornehmlich sein Sturmkollege Jaap Bulder, beschmierten darauf die Schallplatten mit Konfitüre und benutzen sie zum Steinehüpfen auf dem Fluss. Als nach dem verlorenen Halbfinale gegen den späteren Olympiasieger (und zu dieser Zeit Erzrivalen) Belgien sich auch noch mehrere Spieler in Antwerpens Kneipen heftig betranken und de Natris, Jaap Bulder und die Ergänzungsspieler Evert van Linge und Henk Tempel erst spät nachts auf die Hollandia zurückkehrten, griff der Verband durch und schloss diese vier vom Rest des Turniers aus. Erst als ihre Mannschaftskameraden mit Streik für das „kleine Finale“ drohte, durften die „Sünder“ wenigstens mit zum Match, wurden jedoch nicht eingesetzt. Ohne sie verlor das Team die zum Spiel um Platz zwei gewordene Begegnung gegen Spanien, gewann jedoch damit aufgrund der Disqualifikation der Tschechoslowaken trotzdem zum dritten Mal die Bronzemedaille.

#### Keine Chance gegen den Olympiasieger
Vier Jahre später, bei den Olympischen Spielen in Frankreich, gewannen die Niederlande – noch immer von einem Engländer, jetzt Bill Townley, trainiert – das Achtelfinale mit 6:0 gegen Rumänien; Kees Pijl erzielte dabei vier Treffer. Nach dem verlorenen Halbfinale – gegen Uruguay mit dem „schwarzen Wunder“ Andrade – war erneut Schweden Gegner der Niederländer. Das Spiel um Platz drei endete 1:1 unentschieden; das Wiederholungsspiel verlor Oranje mit 1:3, so dass nach zuvor drei Bronzemedaillen beim vierten olympischen Fußballturnier nur der „undankbare“ vierte Platz blieb.

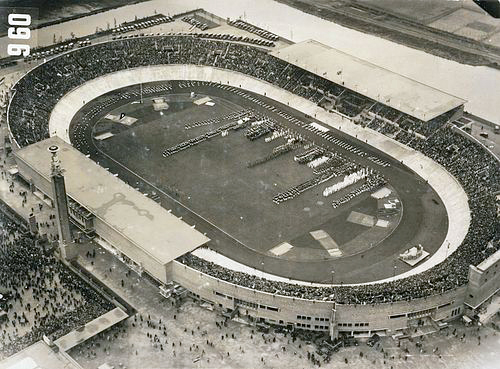
Olympiastadion Amsterdam, 1928

1925 übernahm Bob Glendenning das Traineramt. Er sollte bis 1940 im Amt bleiben und ist noch im neuen Jahrtausend der Bondscoach mit den meisten Spielen in Folge. Doch große Erfolge konnte er mit seiner Mannschaft nicht feiern, obwohl die Erwartungen oft hoch waren, so vor den Olympischen Spielen 1928 im eigenen Land. Trotz durchwachsener Ergebnisse in den Testspielen vor den Olympischen Spielen – vier von zehn Spielen 1927 und 1928 wurden gewonnen, drei verloren – war das Publikum euphorisiert. Das Los aber – gezogen durch Prinzgemahl Hendrik – bescherte der Heimmannschaft gleich als ersten Gegner erneut den amtierenden Olympiasieger und kommenden Weltmeister Uruguay. 40.000 Menschen wollten am 30. Mai ihre Nationalmannschaft gegen die Südamerikaner im neu erbauten Olympiastadion, das eigentlich nur 31.000 Zuschauer fasste, im Achtelfinale siegen sehen, doch Uruguay gewann ohne Mühe mit 2:0. Für den olympischen Gastgeber blieb nur die eigens von der FIFA organisierte Trostrunde, in der die Niederlande nach einem 2:2-Unentschieden im Finale die Trophäe den Chilenen überließen.
Nach den Olympischen Spielen von 1928 konnte die Mannschaft von 13 Spielen bis Ende 1930 nur eines gewinnen. Im November 1930 verlor sie mit 3:6 im Zürcher Letzigrund gegen die im Vorfeld als gleich stark eingeschätzte Schweizer Auswahl. Die Niederlage war der letzte Anstoß für den KNVB, eine Auswahlkommission einzurichten, die in den ganzen Niederlanden Ligaspiele beobachten und Nationalspieler suchen sollte. Leiter der dreiköpfigen Kommission wurde Karel Lotsy. Ihr Auftrag: „Es muss eine niederländische Mannschaft geben, die gewinnt.“

### Die Ära Karel Lotsy

#### Beb Bakhuys und unerwartete Niederlagen bei Weltmeisterschaften
Im Jahr 1930 erhielt Karel Lotsy sein erstes Amt beim KNVB, als er in den Hauptvorstand gewählt wurde. Damit begann die „Ära Lotsy“: bis 1954 sollte er maßgeblich die Geschicke des niederländischen Fußballs bestimmen. Am 25. Januar 1931 nahm er sein Amt als Leiter der Auswahlkommission auf; schon zwei Wochen später wurden die Kandidaten für die Nationalmannschaft erstmals zu einem gemeinsamen Training in Den Haag zusammen. Ab diesem Zeitpunkt gab es diese Treffen zweimal wöchentlich auf dem Gelände von VUC Den Haag. Jeden Donnerstag hielt Lotsy hier seine patriotischen Donnerreden. Der Erfolg stellte sich zunächst ein: In den Jahren 1931 und 1932 gewann Oranje sechs von zehn Spielen, dazu ein Unentschieden gegen die deutsche Mannschaft. Dadurch aufkeimende Hoffnungen konnten bei den beiden folgenden Weltmeisterschaften nicht vollständig erfüllt werden. 1934 unterlagen die Niederlande im Achtelfinale gegen die Schweiz. Vier Jahre später schied die Mannschaft erneut in der Runde der letzten Sechzehn aus, diesmal gegen die Tschechoslowakei.
Nach der Unterbrechung in Folge des Zweiten Weltkriegs, unter dem auch das niederländische Volk stark gelitten hatte, trug die Fußballnationalmannschaft am 8. April 1945 erstmals wieder ein Länderspiel aus, und zwar in Brüssel gegen den Nachbarn Belgien. Allerdings konnten dabei nur Spieler aus dem bereits befreiten Süden des Landes antreten, denn der Großteil der Niederlande war noch von Deutschland besetzt. Es dauerte lange, bis die Nationalmannschaft Anschluss an ein höheres europäisches Level gefunden hatte. Bis einschließlich Mexiko 1970 konnte sie sich für kein Weltmeisterschaftsturnier qualifizieren, während sich niederländische Spitzenvereine wie Ajax Amsterdam bereits einen recht guten Ruf im europäischen Rahmen erarbeitet hatten.

### Die erfolgreichen 1970er Jahre

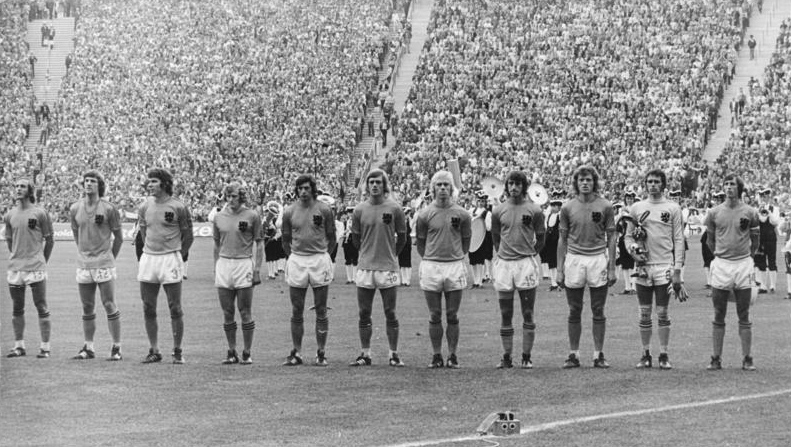
Die niederländische Nationalmannschaft vor dem Finale der WM 1974

Die Blüte des niederländischen Fußballs begann Anfang der 1970er Jahre mit den Erfolgen von Ajax Amsterdam und Feyenoord Rotterdam im Fußball-Europapokal. Bei der WM 1974 galt die niederländische Mannschaft um den genialen Spielmacher Johan Cruyff mit ihrem Totaalvoetbal als das spielerisch beste Team, verlor im Finale aber gegen die stark spielende deutsche Mannschaft mit 1:2. Zwei Jahre später qualifizierten sich die Niederlande vor dem Vizeweltmeister von 1970 Italien und dem WM-Dritten Polen für die Endrunde der Europameisterschaft 1976, wo die besten vier europäischen Mannschaften gegeneinander antraten. Der Stamm der 1974er Elf war noch intakt und die Niederlande wurden Dritter. An der WM 1978 nahm Cruyff nicht mehr teil. Ein brutaler Entführungsversuch seiner Familie im Jahre 1977 in Barcelona soll der Grund gewesen sein, dass er nicht die Nerven gefunden habe, nochmal anzutreten. 1978 erreichten die Niederlande das Endspiel und verloren wieder gegen den Gastgeber, diesmal 1:3 nach Verlängerung gegen Argentinien. Dabei gelang ihnen in der 90. Minute beim Stande von 1:1 ein Schuss aufs argentinische Tor, der allerdings am Pfosten abprallte.

### Die 1980er Jahre – der Weg zum einzigen Titel
Mit der Europameisterschaft 1980 waren, nachdem die Stars der erfolgreichen Generation ihre Karrieren beendet oder ihren Zenit überschritten hatten, die glanzvollen Jahre der niederländischen Nationalmannschaft beendet. Ein recht altes Team – die Stützen der Mannschaft hatten wie Mannschaftskapitän Ruud Krol und Mittelfeldstratege Arie Haan die 30 bereits überschritten, oder standen wie René und Willy van de Kerkhof und Johnny Rep kurz davor, lediglich die nicht eingesetzten Romeo Zondervan und John Metgod waren nach 1956 geboren – fand in Italien vor allem im Gruppenspiel gegen Deutschland nicht zur früheren Turnierform zurück.
In diesem Match bekam Willy van de Kerkhof seinen glänzend aufgelegten direkten Gegenspieler, Mittelfeldregisseur Bernd Schuster, nicht in den Griff, was sich als spielentscheidend erwies. Der 20-jährige Schuster bereitete zwei der drei Treffer von Klaus Allofs vor. Auch wenn die Niederlande durch einen unberechtigten, vom eingewechselten 19-jährigen Lothar Matthäus verursachten, Strafstoß von Rep und ein Tor Willy van de Kerkhofs in den letzten zehn Minuten noch auf 2:3 herankamen, war der deutsche Sieg nie in Gefahr. Im letzten Gruppenspiel gegen die ČSSR hätte die Elftal einen Sieg gebraucht, um wenigstens noch ins Spiel um Platz drei einzuziehen, spielte jedoch vor allem in der ersten Halbzeit ohne Inspiration und kam in einem von den Tschechen und Slowaken hart geführten Spiel lediglich zu einem 1:1. „Meine Spieler scheinen in Gedanken schon im Urlaub gewesen zu sein“, sagte Bondscoach Jan Zwartkruis nach der Partie.

Aufstellungen im Finale der EM 1988 Niederlande–UdSSR

Mit der für die europäischen Teams insgesamt wenig erfolgreichen Mini-WM in Uruguay über den Jahreswechsel 1980/81 lief Zwartkruis’ Zeit als Trainer ab. Im Frühjahr 1981 übernahm Kees Rijvers die Mannschaft, um sie zur Weltmeisterschaft 1982 zu führen. Die Niederlande mussten jedoch Frankreich und Belgien die WM-Teilnahme überlassen und wurden in ihrer Gruppe gar nur Vierter hinter Irland, nachdem sie die entscheidende Partie in Paris mit 0:2 verloren hatten.
Zwei Jahre später endete die Qualifikation für die Europameisterschaft 1984 für Rijvers, sein Team und das ganze Land mit einem Schock: nach einem 12:1-Sieg Spaniens im letzten Spiel der Gruppe 7 gegen Malta war die sicher geglaubte EM-Teilnahme an die Spanier gegangen – und das bei gleicher Tordifferenz nur aufgrund von zwei mehr erzielten Treffern. Auch die Qualifikation zur Weltmeisterschaft 1986 endete unter Verbandstrainer Leo Beenhakker mit einer „denkbar knapp[en]“, wie es Enzo Scifo ausdrückte, Entscheidung gegen die Niederlande: ausgerechnet dem alten Rivalen Belgien mussten sie in zwei Relegationsspielen aufgrund der Auswärtstorregel – nach dem 1:2-Anschlusstreffer durch Georges Grün in der 85. Minute des Rückspiels in Rotterdam – die Teilnahme überlassen.
Erst unter Bondscoach Rinus Michels gelang 1988 mit dem Erfolg bei der EM in Deutschland die Rückkehr ins Rampenlicht und der erste fußballerische Titel für die Niederlande. Der Eckpfeiler des Teams war das auch beim AC Mailand gemeinsam erfolgreiche Trio von Frank Rijkaard in der Abwehr, Ruud Gullit im Mittelfeld und Torschützenkönig Marco van Basten im Angriff.

### Letzte Jahre der 1988er-Generation (1988–1994)
Seit dem EM-Titel 1988 waren die Niederlande mit der Ausnahme der WM 2002 bei allen großen Turnieren vertreten, kamen in den nächsten 20 Jahren jedoch niemals über das Halbfinale hinaus. In der Qualifikation für die Weltmeisterschaft 1990 in Italien traf die niederländische Nationalmannschaft auf Wales, erneut auf Deutschland sowie auf Finnland. Die Niederlande qualifizierte sich als Gruppensieger vor dem Erzrivalen aus Deutschland für die Endrunde, wo die Elftal in der Gruppenphase auf Ägypten, England und Irland traf. Mit drei Unentschieden in allen drei Partien qualifizierte sich die niederländische Elf für das Achtelfinale, in dem sie mit einer 1:2-Niederlage gegen den Erzrivalen Deutschland ausschieden. Die Achtelfinalpartie gegen die Bundesrepublik blieb durch die Spuckattacke von Frank Rijkaard gegen den deutschen Stürmer Rudi Völler in Erinnerung, wobei sowohl Rijkaard als auch Völler die Rote Karte sahen. In der folgenden Qualifikation für die Europameisterschaft 1992 in Schweden spielte Oranje in einer Gruppe mit Portugal, Griechenland, Malta und Finnland. Die Niederlande qualifizierte sich als Gruppensieger für das Turnier und traf in der Gruppenphase auf Schottland, auf die Gemeinschaft unabhängiger Staaten (GUS) sowie auf Deutschland und qualifizierte sich nach einem Unentschieden gegen die GUS sowie zwei Siegen gegen Schottland und Deutschland für das Halbfinale, wo die Niederlande auf Dänemark traf. Die niederländische Nationalelf konnte zweimal in Person von Dennis Bergkamp und Frank Rijkaard die Führungstreffer des Dänen Henrik Larsen ausgleichen; nachdem es nach 90 Minuten 2:2 gestanden und auch in der Verlängerung kein entscheidendes Tor für eine der beiden Mannschaften gefallen war, musste das Elfmeterschießen zugunsten von einem der beiden Auswahlen entscheiden. Hierbei verschoss Marco van Basten, so dass die Niederlande mit 4:5 unterlag. In der Qualifikation für die Weltmeisterschaft 1994 in den Vereinigten Staaten spielte die Niederlande gegen Norwegen, Portugal, gegen die Türkei, San Marino und gegen England. Die Niederländer qualifizierten sich als Zweiter hinter den Norwegern und vor England für die Endrunde in den USA. Die Niederlande spielte in einer Gruppe mit Saudi-Arabien, Belgien sowie gegen Marokko. Punktgleich und mit der gleichen Tordifferenz wie Saudi-Arabien und Belgien qualifizierte sich die Niederlande als Gruppensieger für das Achtelfinale, wo die niederländische Auswahl mit 2:0 gegen Irland gewann. Im Viertelfinale schied die Auswahl gegen den späteren Weltmeister Brasilien mit 2:3 aus.

### Elfmeterniederlagen und Heim-EM (1994–2001)
In der folgenden Qualifikation zur EM 1996 in England wurde die niederländische Nationalmannschaft in einer Gruppe mit Luxemburg, Norwegen, Tschechien, Malta und Belarus Gruppenzweiter. Durch einen 1:0-Sieg im Entscheidungsspiel gegen Irland qualifizierte sich die Elftal für die Endrunde im „Mutterland des Fußballs“. Die Niederlande wurde in eine Gruppe mit Schottland, der Schweiz und Gastgeber England gelost. Einem torlosen Unentschieden folgte ein 2:0 gegen die Schweiz. Trotz einer 1:4-Niederlage im letzten Gruppenspiel gegen England qualifizierte sich die Niederlande als Gruppenzweiter vor den punktgleichen Schotten und mit derselben Tordifferenz wie Schottland für das Achtelfinale, da die niederländische Nationalmannschaft mehr Tore erzielte. Im Viertelfinale schied die Niederlande im Elfmeterschießen gegen Frankreich aus. Daraufhin spielte die Niederlande in der Qualifikation für die Weltmeisterschaft 1998 in Frankreich in einer Gruppe mit Wales, Belgien, San Marino und der Türkei. Mit einem Punkt Vorsprung vor den Nachbarn aus Belgien qualifizierte sich die niederländische Auswahl für das Turnier in Frankreich und spielte in der Gruppenphase erneut gegen Belgien sowie gegen Südkorea und Mexiko. Mit einem Sieg sowie zwei Unentschieden gelang den Niederländern die Qualifikation für das Achtelfinale und schlugen dort Jugoslawien durch ein spätes Tor von Edgar Davids mit 2:1. Im Viertelfinale traf die Niederlande auf Argentinien und gewann erneut mit 2:1. Im Halbfinale schied die Mannschaft von Guus Hiddink gegen Brasilien im Elfmeterschießen aus. Für die Europameisterschaft 2000 war die Niederlande als Co-Gastgeber automatisch qualifiziert. In der Gruppenphase spielte die nun von Frank Rijkaard trainierte Elf gegen Tschechien, Dänemark und Frankreich und wurde mit der vollen Punktzahl von 9 Zählern Gruppensieger. Im Viertelfinale schlug die Mannschaft Jugoslawien mit 6:1 und schied im Halbfinale im Elfmeterschießen gegen Italien aus, wobei in der regulären Spielzeit Frank de Boer und Patrick Kluivert jeweils einen Strafstoß verschossen und im Elfmeterschießen erneut de Boer sowie Jaap Stam und Paul Bosvelt nicht trafen. Für die Weltmeisterschaft 2002 in Japan und Südkorea konnte sich die niederländische Nationalelf nicht qualifizieren, nachdem in einer Gruppe mit Irland, Zypern, Portugal, Andorra und Estland nur der dritte Platz hatte belegt werden können. Louis van Gaal trat daraufhin als Bondscoach zurück.

### Aufstieg der Generation um van der Vaart, Sneijder und Robben (2001–2008)
Unter Dick Advocaat, der die Mannschaft bereits bis 1994 trainierte, folgte ein Neuaufbau. Zu dieser gehörte auch die Integration von Rafael van der Vaart in die Stammelf. In der Qualifikation für die Europameisterschaft 2004 in Portugal traf die niederländische Auswahl auf Belarus, Österreich, Tschechien und Moldawien. Dabei wurde die Niederlande durch eine 1:3-Niederlage im vorletzten Spiel gegen Tschechien Gruppenzweiter und traf in den Playoffs der Gruppenzweiten auf Schottland. Einem 1:0-Hinspielsieg in Glasgow folgte ein 6:1-Kantersieg im Rückspiel in den Niederlanden. Den Niederlanden wurde in der Gruppenphase Erzrivale Deutschland, Tschechien und Lettland zugelost. Im Auftaktspiel gegen Vizeweltmeister Deutschland lag die Niederlande seit der 30. Minute durch ein Tor von Torsten Frings mit 0:1 zurück, ehe Ruud van Nistelrooy der Ausgleich gelang; dies war gleichbedeutend mit dem Endstand. Im zweiten Spiel gegen Tschechien lag die Niederlande mit 2:0 vorne und verloren am Ende mit 2:3. Durch einen 3:0-Sieg im letzten Spiel gegen Außenseiter Lettland und der gleichzeitigen Niederlage der Deutschen im Parallelspiel gegen Tschechien qualifizierte sich die Niederlande für das Viertelfinale, in dem sie nach Elfmeterschießen Schweden schlugen. Im Halbfinale schied die Niederlande gegen Gastgeber Portugal aus. Bondscoach Dick Advocaat trat nach dem Turnier zurück. Unter seiner Regie debütierten unter anderem Wesley Sneijder und Arjen Robben in der niederländischen Nationalelf. In der Qualifikation zur WM 2006 in Deutschland kam es zu einem Aufeinandertreffen mit Tschechien, Mazedonien, Finnland, Andorra und Rumänien sowie Finnland. Mit lediglich zwei Unentschieden gegen Mazedonien bei zehn Siegen qualifizierte sich Oranje als Gruppensieger für die Endrunde im Land des Erzrivalen und trafen in der Gruppenphase auf Serbien-Montenegro, auf die Elfenbeinküste sowie auf Argentinien. Das Auftaktspiel gegen Serbien-Montenegro gewann die Niederlande durch ein Tor von Robben in der 18. Minute mit 1:0. Im zweiten Spiel gewann die Elftal gegen die Elfenbeinküste durch Tore von Robin van Persie und Ruud van Nistelrooy mit 2:1. Durch ein torloses Unentschieden gegen Argentinien verspielte die Niederlande den Gruppensieg und traf im Achtelfinale auf Portugal. In der „Schlacht von Nürnberg“, in der mehrere portugiesische und niederländische Spieler Karten sahen, verlor die niederländische Auswahl mit 0:1. Khalid Boulahrouz und Giovanni van Bronckhorst sahen hierbei die Gelb-Rote Karte. Auf portugiesischer Seite wurden Costinha und Deco vom Platz gestellt.
Obwohl sich die Elftal in der Qualifikation zur EM 2008 lediglich zwei Niederlagen in 12 Spielen leistete, riefen ihre nur selten überzeugenden Auftritte Kritik im eigenen Land hervor. Bei der Europameisterschaft besiegten die Niederländer in der sogenannten „Todesgruppe“ C zunächst Weltmeister Italien und Vizeweltmeister Frankreich sowie mit einer „B-Elf“ Rumänien und galten dadurch als Titelfavorit. Sie schieden im Viertelfinale aber durch ein 1:3 n. V. gegen die vom Niederländer Guus Hiddink trainierten Russen aus.

### Vizeweltmeistertitel 2010 und zwei verpasste Turniere (2008–2017)
Nach der EM 2008 übernahm wie geplant Bert van Marwijk den Posten als Bondscoach. Im Kader gab es zunächst wenige Änderungen, sieht man von den Rücktritten Edwin van der Sars und Ruud van Nistelrooijs ab. Wenig überraschend kam das Comeback von Mark van Bommel, der im ersten Länderspiel unter der Leitung seines Schwiegervaters im defensiven Mittelfeld auflief. In Moskau gab es im Revanchespiel gegen Russland ein 1:1. Im zweiten Freundschaftsspiel gegen Australien gab es in Eindhoven eine 1:2-Niederlage, bei der Maarten Stekelenburg – Nachfolger van der Sars als Nummer eins – die Rote Karte sah und so Henk Timmer zu seinem sechsten Einsatz in Oranje verhalf. Ryan Babel kehrte nach seiner Verletzung in die Mannschaft zurück. Als Spitze nahm Klaas-Jan Huntelaar in den ersten Spielen den Platz von van Nistelrooij ein.
In der WM-Qualifikation gab es zum Auftakt einen 2:1-Sieg in Mazedonien. Im zweiten Spiel besiegte Oranje Island mit 2:0. In Rotterdam feierte dabei Edwin van der Sar sein „Comeback“ und damit seinen 129. Einsatz in der Nationalmannschaft. Van Marwijk hatte ihn überzeugt, noch einmal für zwei Spiele in der WM-Qualifikation für den verletzten Stekelenburg einzuspringen. Dirk Marcellis gab als erster Neuling der Van-Marwijk-Ära sein Debüt in der Elftal, deren Abwehr er auch im folgenden Match in Oslo verstärkte. Dank eines Tors von van Bommel gewannen die Niederlande gegen Norwegen nach unattraktivem Spiel mit 1:0 und blieben damit auch im dritten WM-Qualifikationsspiel ohne Punktverlust. Im letzten Freundschaftsspiel 2008 gegen Schweden gab es einen 3:1-Sieg, Michel Vorm debütierte im Tor. Die Treffer erzielten van Persie (2) und Kuyt.
Das Jahr 2009 begann mit einem 1:1-Unentschieden in Tunis gegen Tunesien. Erst zum vierten Mal überhaupt spielte die Elftal dabei auf afrikanischem Boden. Gegen die Nummer 41 der FIFA-Weltrangliste veränderte van Marwijk die Elf auf einigen Positionen, ließ vor allem die zu wenig Spielpraxis gekommenen Madrider Spieler van der Vaart und Huntelaar zunächst auf der Bank. Huntelaar aber war es dann, der eine Viertelstunde nach seiner Einwechslung die Führung erzielte. Debütanten in diesem wenig packenden Match waren Edson Braafheid, der über die volle Spielzeit ging, und in den Schlussminuten Gregory van der Wiel. Der Ajax-Spieler durfte in der nächsten Partie, im WM-Qualifikationsspiel am 28. März, die gesamten 90 Minuten spielen. Dank Treffern von Huntelaar und van Persie vor der Pause und einem Strafstoßtor von Kuyt gelang ein ungefährdeter 3:0-Sieg gegen Schottland. Mit dem fünften Sieg in ebenso vielen Spielen, einem 4:0 über Mazedonien am 1. April – die Tore erzielten Huntelaar, zweimal Kuyt und Einwechselspieler van der Vaart – kamen die Niederländer der WM-Teilnahme 2010 schon sehr nahe. Perfekt machte das Team sie – und damit die Reise nach Südafrika – am 6. Juni mit einem 2:1-Sieg auf Island dank zweier Tore von de Jong und van Bommel. Auch das Match gegen Norwegen gewannen sie vier Tage später mit 2:0, Ooijer und Robben trafen.
Im ersten Spiel der WM-Saison gab es nach einer 2:0-Halbzeitführung ein 2:2-Unentschieden gegen England. Die Form von vor der Sommerpause erreichte die Mannschaft – ohne die verletzten Stammspieler van Bommel und van Bronckhorst – in diesem Freundschaftsspiel nicht. Eine Freundschaftsbegegnung mit den ebenfalls für die WM 2010 qualifizierten Japanern – das erste Länderspiel gegen die Asiaten und das erste auch in Enschede – entschied Oranje mit einem schmeichelhaften 3:0 für sich. Die Tore fielen in den letzten 20 Minuten durch van Persie, Sneijder und den eingewechselten Huntelaar. Mit Loovens in der Abwehr und den nach der Halbzeit eingewechselten Elia und Torhüter Velthuizen gaben drei Spieler ihren Einstand in der Nationalmannschaft. Insbesondere aufgrund der Leistung in der ersten Hälfte sprach Bondscoach van Marwijk vom „schlechtesten Spiel unter meiner Leitung.“
Mit einem 1:0-Sieg in Glasgow gewannen die Niederländer vier Tage später auch ihr achtes und letztes WM-Qualifikationsspiel. Damit stellten sie den Rekord der bundesdeutschen Mannschaft aus der WM-Qualifikation 1982 ein. Den Treffer gegen Schottland erzielte der eingewechselte Elia.

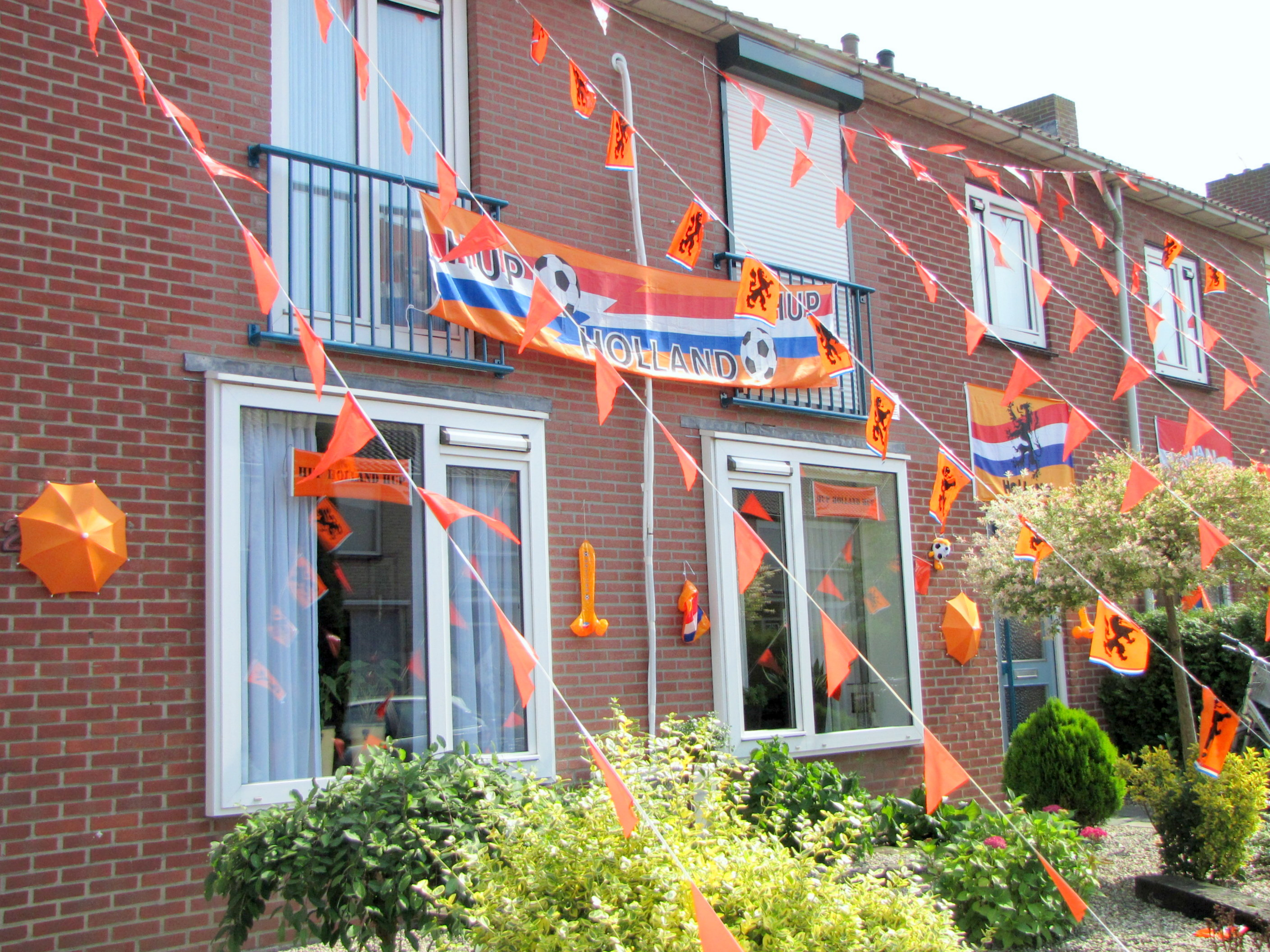
Haus in Silvolde während der Weltmeisterschaft 2010

Im ersten Länderspiel in Australien und Ozeanien gab es danach gegen die Socceroos ein 0:0. Mit demselben Ergebnis trennte sich Oranje im November in Pescara vom italienischen Team in einem Benefizspiel für die Opfer des Erdbebens in den Abruzzen vom April des Jahres. Beim dritten torlosen Unentschieden in Folge, gegen Paraguay am 18. November 2009, kamen Wout Brama und Otman Bakkal mit Kurzeinsätzen in Heerenveen zu ihren Debüts. Anfang März 2010 verlängerte Bondscoach van Marwijk seinen Vertrag bis nach der EM 2012. Im ersten Länderspiel des Jahres gelang ein 2:1-Sieg gegen die USA, bei dem Ron Vlaar nach mehr als vier Jahren sein Comeback in Oranje gab. Für die WM in Südafrika wurden die Niederlande aufgrund der FIFA-Weltrangliste als einer der Gruppenköpfe gesetzt und erhielten damit den Vorzug vor Portugal und Frankreich, die bei vorhergehenden Turnieren besser abgeschnitten hatten. Dort spielten die Niederländer in der Gruppe E gegen Dänemark, Japan und Kamerun, gegen die sie sich als Gruppensieger durchsetzen konnten. Als einzige im Turnierverlauf ungeschlagene Mannschaft neben Neuseeland standen sie im Finale der spanischen Auswahl gegenüber, die mit ihrem 0:1-Sieg der niederländischen Erfolgsserie von 25 ungeschlagenen Spielen – darunter inklusive Qualifikation 14 Siege aus sämtlichen Pflichtspielen des Turniers – ein Ende setzten.
Bei der EM 2012 schied die Mannschaft unter van Marwijk als Vizeweltmeister nach drei Niederlagen gegen Dänemark (0:1), Deutschland (1:2) und Portugal (1:2) bereits in der Vorrunde aus. Es war das bis dahin schlechteste Abschneiden einer niederländischen Nationalmannschaft in ihrer Turniergeschichte. Am 27. Juni 2012 trat van Marwijk zurück.
Rund eine Woche nach van Marwijks Rücktritt präsentierte der niederländische Verband Louis van Gaal als neuen Cheftrainer. Van Gaal trat seinen Posten
mit den Assistenten Danny Blind und Patrick Kluivert am 1. August 2012 an. Den Auftakt bildete eine 2:4-Niederlage im 125. Länderspiel gegen Belgien, wobei Rafael van der Vaart als fünfter Niederländer sein 100. Länderspiel absolvierte. Am 10. September 2013 qualifizierte sich van Gaal mit der niederländischen Nationalmannschaft nach einem 2:0-Sieg in Andorra als erste europäische Mannschaft für die WM 2014.
Im ersten Spiel der Niederländer bei der Weltmeisterschaft 2014 gewann van Gaal mit seiner Mannschaft gegen den Finalgegner von 2010 und amtierenden Europa- sowie Weltmeister Spanien mit 5:1, wurde durch ein 3:2 gegen Australien und ein 2:0 gegen Chile ohne Punktverlust Gruppensieger der Gruppe B, besiegte im Achtelfinale Mexiko mit 2:1 und im Viertelfinale Costa Rica im Elfmeterschießen (0:0 n. V.; 4:3 n. E.), verpasste aber gegen Argentinien den Einzug ins Finale ebenfalls nach Elfmeterschießen (0:0 n. V.; 2:4 n. E.). Im Spiel um Platz drei schlugen die Niederländer Brasilien mit 3:0. Dabei sorgte Nationaltrainer Louis van Gaal für ein Novum, als er in der 93. Minute den zweiten Ersatztorhüter Michel Vorm einwechselte. Mit dieser Einwechslung hatten für die Niederlande alle 23 Spieler des WM-Kaders mindestens eine Minute beim Turnier in Brasilien gespielt.
Nach dem Turnier trat van Gaal als Nationaltrainer zurück. Sein Nachfolger wurde Guus Hiddink, der nun zum zweiten Mal Bondscoach wurde. Das erste Spiel unter seiner Regie wurde mit 0:2 in Bari gegen Italien verloren. In der Qualifikation zur EM-Endrunde 2016 in Frankreich trafen die Niederlande auf Tschechien, Kasachstan, Island, auf Lettland und erneut auf die Türkei. Hiddinks letztes Spiel als Bondscoach endete mit einem Sieg gegen Lettland in der EM-Qualifikation im Juni 2015. Kurze Zeit später trat er zurück. Auf ihn folgte sein bisheriger Co-Trainer Danny Blind. Sein Einstand verlief nicht erfolgreich, als die EM-Qualifikationsspiele gegen Island zuhause und in der Türkei verloren wurden. Im vorletzten Spiel gegen Kasachstan gewann man. Am Ende der Qualifikationsrunde wurde die niederländische Auswahl Gruppenvierter und verpasste erstmals seit 2002 die Teilnahme an einem großen Turnier.
In der Qualifikation für die WM-Endrunde 2018 in Russland trafen die Niederlande auf Schweden, Belarus, Vizeeuropameister Frankreich, Luxemburg und Bulgarien. Nachdem die „Elftal“ nach zwei Niederlagen, einem Unentschieden und zwei Siegen lediglich den vierten Platz belegt hatte, wurde Bondscoach Blind entlassen; im letzten Spiel unter der Leitung von Blind, der 0:2-Niederlage in Sofia gegen Bulgarien, gab der 17-jährige Matthijs de Ligt sein Debüt für die niederländische Nationalelf. Unter Nachfolger Dick Advocaat startete die Niederlande mit einem 5:0-Sieg im WM-Qualifikationsspiel in Rotterdam gegen Luxemburg, doch das folgende Spiel am 31. August 2017 in Saint-Denis gegen Frankreich endete mit einer 0:4-Niederlage. Die restlichen vier Partien wurden allesamt gewonnen, doch da Schweden am vorletzten Spieltag in Solna mit 8:0 gegen Luxemburg gewann und trotz eines 2:0-Sieges am letzten Gruppenspieltag gegen die Skandinavier belegte die Niederlande durch die schlechte Tordifferenz punktgleich hinter den Schweden den vierten Platz und verpasste somit zum zweiten Mal in Folge ein großes Turnier. Als Konsequenz daraus trat Coach Dick Advocaat am 8. November 2017 von seinem Amt zurück.
Die verpassten Qualifikationen für die Europameisterschaft 2016 sowie für die Weltmeisterschaft 2018 hatte folgende Gründe: Zum einen gelang der Spielergeneration nach selbiger um van Persie, Robben oder Sneijder nicht der Durchbruch, zum anderen verlor die Eredivisie im internationalen Vergleich den Anschluss. Des Weiteren galt das 4-3-3 als veraltet, während die niederländischen Talente früh ins Ausland wechselten, allerdings bei ihren Vereinen keinen Stammplatz erkämpfen konnten.

### Gegenwart (seit 2018)
Im Februar 2018 wurde Ronald Koeman als neuer Bondscoach vorgestellt. Zudem wurde mit Nico-Jan Hoogma ein neuer Sportdirektor eingestellt. Koeman setzte in der Defensive auf eine Dreier- oder Fünferkette. Im März 2018 trat Wesley Sneijder aus der Nationalmannschaft zurück; am 6. September 2018 feierte er im Rahmen eines Testspiels in Amsterdam gegen Peru seinen Abschied aus der Nationalmannschaft, wobei Mitte der zweiten Halbzeit der 21-jährige Frenkie de Jong eingewechselt wurde. In der Gruppe 1 der Liga A der neu geschaffenen UEFA Nations League traf die niederländische Nationalmannschaft auf den amtierenden Weltmeister Frankreich und Deutschland, nachdem die Qualifikation für die Endrunde in Russland im Frühjahr nicht gelungen war. Das Hinspiel gegen die deutsche Mannschaft in Amsterdam wurde mit 3:0 gewonnen. Es war einerseits der höchste Sieg gegen Deutschland und andererseits der erste Sieg gegen die deutsche Nationalelf seit 16 Jahren. Am 16. November folgte ein 2:0 in Rotterdam gegen Weltmeister Frankreich, durch Tore von Georginio Wijnaldum und Memphis Depay gelang der erste Sieg gegen die Bleus seit zehn Jahren. Die deutsche Nationalmannschaft stieg durch den Sieg der Niederländer bereits vor dem letzten Spiel in die Liga B ab. Im Rückspiel gingen die Deutschen früh durch Tore von Timo Werner und Leroy Sané in Führung und ließen in der eigenen Hälfte nur wenige Chancen zu. Der Anschlusstreffer folgte erst in der 85. Minute durch Quincy Promes, der von Trainer Koeman in den Sturm beorderte, wuchtige Kapitän und Abwehrchef Virgil van Dijk traf schließlich in der 91. Minute per Volley zum 2:2-Endstand. So zog die Mannschaft als Gruppensieger mit der Schweiz, Portugal und England in die Endrunde der Final Four ein und stand nach einem 3:1 über England in deren Finale; dies verlor die Elftal mit 0:1 gegen Portugal.
In der Qualifikation zur EM 2021 trafen die Niederlande erneut auf Deutschland. Weitere Gegner waren Estland, abermals Belarus und Nordirland. Als Gruppenzweiter konnte man sich nach unter anderem einem 2:3 und einem 4:2 gegen Deutschland sowie einem 4:0 und einem 5:0 über Estland direkt für die Endrunde qualifizieren. In der Zeit bis zum Ende der EM-Qualifikation gaben unter anderem die bei der PSV Eindhoven unter Vertrag stehenden Denzel Dumfries und Donyell Malen ihr Debüt für die Elftal. Nachdem nach November 2019 aufgrund der COVID-19-Pandemie mehrere Monate lang weltweit keine Länderspiele mehr ausgetragen worden waren und die Europameisterschaft auf das Folgejahr hatten verschoben werden müssen, kehrte die Mannschaft Anfang September 2020 im Rahmen der Nations League 2020/21 auf das Feld zurück. Übungsleiter war nun der bisherige Co-Trainer Dwight Lodeweges, der Koeman nach dessen Wechsel zum FC Barcelona interimistisch nachfolgte. Unter diesem wurde Polen mit 1:0 besiegt, Italien unterlag man hingegen mit demselben Ergebnis. Vor den Begegnungen im Oktober stellte der Verband Frank de Boer als neuen Nationaltrainer vor.
Unter dem ehemaligen Nationalspieler gewann die Elftal acht Partien, spielte viermal unentschieden und verlor dreimal. Während man gegen Auswahlen wie die Spaniens oder Italiens remis spielte, folgten überraschende Niederlagen gegen Mexiko und die Türkei, beispielsweise Gibraltar wurde hingegen mit 7:0 besiegt. In der Vorbereitungsphase auf die Europameisterschaft brach de Boer mit dem bis dahin für viele niederländische Anhänger „heiligen“ 4–3–3–Spielsystem und ließ die Mannschaft fortan stets mit einer Dreierkette, die bei Bedarf durch zwei offensiv ausgerichtete Flügelspieler zu einem Fünferverbund wurde, antreten. Er setzte auf etablierte Kräfte wie Jasper Cillessen, Daley Blind, Georginio Wijnaldum, Memphis Depay oder Matthijs de Ligt und berücksichtigte auch junge Akteure wie Donyell Malen, Ryan Gravenberch oder Cody Gakpo sowie beispielsweise Denzel Dumfries, der noch unter Koeman erst relativ spät in die Nationalmannschaft berufen worden war. In der Gruppenphase holten die Niederlande die volle Punktzahl, zwei von drei Partien bestritt man ohne Gegentor; für den aufgrund einer COVID-19-Infektion ausgefallenen Cillessen wurde vorab der bereits 38-jährige Ajax-Stammkeeper Maarten Stekelenburg nachnominiert. An den ersten fünf Toren des Teams war Außenverteidiger Dumfries beteiligt, letztendlich schoss Kapitän Wijnaldum wie bereits in der Qualifikationsphase auch bei der Endrunde die meisten Tore für sein Land. Gegen Tschechien bestritt das Team sein Achtelfinalspiel, die erste Halbzeit verlief ausgeglichen. In der 55. Minute beging Innenverteidiger de Ligt dann im Strafraum ein Handspiel, das der Schiedsrichter mit einem Platzverweis bestrafte, woraufhin Oranje nun mindestens 35 Minuten in Unterzahl bevorstanden. De Boer besserte in der Folge nicht defensiv nach und ging mit der Einwechslung zweier Offensivspieler eher auf die Führung als auf eine defensive Absicherung. Nach etwas mehr als einer Stunde gingen die Tschechen erst ihrerseits in Führung, in der 80. Minute erhöhten sie auf 2:0, was dann letztendlich auch der Endstand war. Im Anschluss an das Ausscheiden äußerten sich niederländische Medien mit Aussagen wie „Alles zusammengenommen ist dies eine EM, für die sich Trainer und Spieler von Oranje tief schämen müssen“ oder „Statt aufzubauen auf der Arbeit von Koeman schmiss de Boer alles, wofür die holländische Schule steht, ein paar Wochen vor der EM einfach so in die Amsterdamer Grachten. In Budapest (Spielort des Achtelfinals) wurde für diese unglaubliche Dummheit der Hauptpreis bezahlt“. Zwei Tage nach dem Spiel gegen Tschechien trat Bondscoach de Boer von seinem Amt zurück. Er erklärte sich mit den Worten „Dieser Druck wird nun nur noch größer, und das ist keine gesunde Situation für mich“, womit er sich unter anderem auf die ihm gegenübergebrachten Reaktionen seit seinem Amtsantritt bezog und verwies darüber hinaus auf eine „nicht gewinnbringende Konstellation“ in Hinblick auf die bevorstehende Fortsetzung der WM-Qualifikation.
Ende Juli 2021 folgte Louis van Gaal zu seiner dritten Amtszeit als Bondscoach auf de Boer, die beiden Ex-Nationalspieler Danny Blind und Henk Fraser (parallel dazu auch Trainer von Feyenoord Rotterdam) wurden zu seinen Assistenten bestimmt. In den sieben unter van Gaal bestrittenen Partien der WM-Qualifikation blieb die Mannschaft ungeschlagen, gegen die Türken gewann man mit 6:1, gegen Gibraltar mit 6:0. Letztendlich gelang den Niederlanden mit zwei Zählern Vorsprung auf die zweitplatzierte Türkei die direkte Qualifikation für die Endrunde, nachdem man noch 2018 in Russland nicht dabei gewesen war. Memphis Depay erzielte mit Abstand die meisten Tore (11), noch vor Davy Klaassen, der viermal erfolgreich gewesen war.
Die Niederlande erreichten das Viertelfinale der Weltmeisterschaft 2022 in Katar, wurden aber vom späteren Weltmeister Argentinien im Elfmeterschießen besiegt. Die Nationalmannschaft wollte bei dem Turnier wie zahlreiche andere Nationalmannschaften auch die One-Love-Kapitänsbinde tragen, tat es dann aber wegen möglicher FIFA-Sanktionen nicht.

## Länderspielbilanzen
Die Niederlande haben folgende Bilanzen gegen andere Nationalmannschaften (mind. 10 Spiele; Stand: 7. Juni 2025 nach dem Spiel gegen Finnland):
| Land               | Sp. | S   | U  | N  | Tor- verhältnis | Tor- differenz | Wichtige Begegnungen |
| ------------------ | --- | --- | -- | -- | --------------- | -------------- | --- |
| Argentinien        | 010 | 04  | 05 | 01 | 015:008         | +7             | WM-Zwischenrunde 1974, WM-Finale 1978, WM-Viertelfinale 1998, WM-Vorrunde 2006, WM-Halbfinale 2014, WM-Viertelfinale 2022                                                             |
| Belarus            | 010 | 08  | 0  | 02 | 023:006         | +17            | EM-Qualifikation 1996, 2004, 2008, 2020; WM-Qualifikation 2018 |
| Belgien            | 129 | 57  | 31 | 41 | 285:221         | +64            | Halbfinale der Olympischen Spiele 1920, Trostrunde der Olympischen Spiele 1928; WM-Vorrunde 1994, 1998; EM-Viertelfinale 1976; UEFA Nations League 2022/23                            |
| Brasilien          | 013 | 04  | 05 | 04 | 019:020         | −01            | Vorrunde der Olympischen Spiele 1952; WM-Zwischenrunde 1974, WM-Viertelfinale 1994, 2010, WM-Halbfinale 1998, WM-Spiel um Platz 3 2014                                                |
| Bulgarien          | 012 | 05  | 02 | 05 | 020:017         | +03            | WM-Vorrunde 1974, Qualifikation 2018; EM-Qualifikation 2008 |
| Dänemark           | 032 | 13  | 10 | 09 | 063:045         | +18            | Halbfinale der Olympischen Spiele 1912; WM-Vorrunde 2010; EM-Halbfinale 1992, EM-Vorrunde 2000, 2012                                                                                  |
| Deutschland        | 048 | 12  | 18 | 18 | 079:090         | −11            | WM-Finale 1974, WM-Zwischenrunde 1978, WM-Achtelfinale 1990; EM-Vorrunde 1980, 1992, 2004, 2012, EM-Halbfinale 1988; EM-Qualifikation 2020; UEFA Nations League 2018/19, 2024/25      |
| England            | 023 | 07  | 09 | 07 | 030:033         | −03            | WM-Vorrunde 1990, EM-Vorrunde 1988, 1996 EM-Halbfinale 2024; UEFA Nations League 2018/19 Endrunde                                                                                     |
| England (Amateure) | 010 | 02  | 01 | 07 | 010:043         | −33            | ausschließlich Freundschaftsspiele |
| Finnland           | 015 | 12  | 02 | 01 | 045:014         | +31            | Spiel um Platz 3 der Olympischen Spiele 1912; WM-Qualifikation 1990, 2006; EM-Qualifikation 1976, 1992, 2012; WM-Qualifikation 2026                                                   |
| Frankreich         | 031 | 11  | 05 | 15 | 057:053         | +4             | WM-Qualifikation 1982, 2018; EM-Viertelfinale 1996; EM-Vorrunde 2000, 2008, 2024; EM-Qualifikation 2024                                                                               |
| Griechenland       | 011 | 09  | 01 | 01 | 024:03          | +21            | EM-Vorrunde 1980; EM-Qualifikation 1987, 1991, 2024 |
| Irland             | 024 | 13  | 04 | 07 | 043:030         | +13            | Viertelfinale der Olympischen Spiele 1924, Vorrunde der Olympischen Spiele 1948; WM-Vorrunde 1990, WM-Achtelfinale 1994; EM-Vorrunde 1988; EM-Qualifikation 2024                      |
| Island             | 013 | 10  | 01 | 02 | 037:07          | +30            | WM-Qualifikation 1974, 1978, 2010; EM-Qualifikation 1980, 1984, 2016 |
| Italien            | 024 | 03  | 10 | 11 | 024:033         | −09            | WM-Zwischenrunde 1978; EM-Halbfinale 2000, EM-Vorrunde 2008; UEFA Nations League 2022/23 Final Four                                                                                   |
| Luxemburg          | 018 | 15  | 01 | 02 | 067:014         | +53            | Achtelfinale der Olympischen Spiele 1920; WM-Qualifikation 1938, 1958, 1970, 2018; EM-Achtelfinale 1964, EM-Qualifikation 1972, 1996, 2008                                            |
| Norwegen           | 022 | 10  | 07 | 05 | 047:028         | +19            | WM-Qualifikation 1974, 1994, 2010, 2022; EM-Qualifikation 1996 |
| Österreich         | 021 | 10  | 04 | 07 | 040:027         | +13            | Viertelfinale der Olympischen Spiele 1912; WM-Zwischenrunde 1978; EM-Vorrunde 2021, 2024, EM-Qualifikation 2004                                                                       |
| Polen              | 020 | 10  | 07 | 03 | 030:020         | +10            | WM-Qualifikation 1970, 1994; EM-Vorrunde 2024, EM-Qualifikation 1976, 1980, 1988; UEFA Nations League 2022/23                                                                         |
| Portugal           | 014 | 02  | 04 | 08 | 010:016         | −06            | WM-Achtelfinale 2006; EM-Halbfinale 2004, EM-Vorrunde 2012, UEFA Nations League 2018/19 Endrunde                                                                                      |
| Rumänien           | 015 | 11  | 03 | 01 | 032:03          | +29            | Achtelfinale der Olympischen Spiele 1924; WM-Qualifikation 2006, 2014; EM-Vorrunde 2008, Achtelfinale 2024                                                                            |
| Schottland         | 020 | 010 | 05 | 05 | 032:015         | +17            | WM-Vorrunde 1978; EM-Vorrunde 1992, 1996 |
| Schweden           | 025 | 11  | 06 | 08 | 047:048         | +01            | Spiel um Platz 3 der Olympischen Spiele 1908, 1924 (2×), Achtelfinale der Olympischen Spiele 1912, Viertelfinale der Olympischen Spiele 1920; WM-Vorrunde 1974; EM-Viertelfinale 2004 |
| Schweiz            | 033 | 15  | 03 | 15 | 068:061         | +07            | WM-Achtelfinale 1934; EM-Vorrunde 1996 |
| Spanien            | 015 | 06  | 04 | 05 | 024:023         | +01            | Spiel um Platz 2 und 3 der Olympischen Spiele 1920; WM-Finale 2010, Vorrunde 2014; EM-Qualifikation 1984; UEFA Nations League 2024/25                                                 |
| Tschechien         | 012 | 03  | 03 | 06 | 014:018         | −04            | WM-Qualifikation 2006; EM-Qualifikation 1996, 2004, 2016; EM-Vorrunde 2000, 2004, EM-Achtelfinale 2021                                                                                |
| Türkei             | 015 | 07  | 04 | 04 | 023:015         | +08            | WM-Qualifikation 1994, 1998, 2014, 2022; EM-Viertelfinale 2024, EM-Qualifikation 2016                                                                                                 |
| Ungarn             | 019 | 11  | 03 | 05 | 056:030         | +26            | WM-Qualifikation 1962, 1986, 2014; EM-Qualifikation 1968, 1988, 2012; UEFA Nations League 2024/25                                                                                     |
| Wales              | 010 | 10  | 0  | 0  | 029:008         | +21            | WM-Qualifikation 1990, 1998; UEFA Nations League 2022/23 |

Legende:
- grüner Hintergrund = Bilanz positiv (Anzahl der Siege höher als die der Niederlagen)
- gelber Hintergrund = Bilanz ausgeglichen
- roter Hintergrund = Bilanz negativ (Anzahl der Niederlagen höher als die der Siege)

Anmerkungen zur Tabelle:
1. ↑  Endet ein Spiel nach regulärer Spielzeit oder nach Verlängerung, wird es entsprechend dem Resultat gewertet; im Elfmeterschießen entschiedene Partien zählen im Folgenden als Unentschieden
2. ↑  Qualifikationsspiele sind in dieser Tabelle nur aufgeführt, wenn es in dem entsprechenden Wettbewerb noch keine Begegnung bei einer Endrunde gab.

Eine detaillierte Liste mit allen Pflichtspielen findet sich hier.
3. ↑  Die Partie bei den Olympischen Spielen 1952 (1:5-Niederlage) wird inzwischen zwar von der FIFA aufgeführt und gemäß ihren Kriterien als offiziell gewertet, da bei den Olympischen Spielen damals jedoch nur Amateure startberechtigt waren, wird dieses Spiel von vielen Quellen (unter anderem RSSSF Brazil) nicht berücksichtigt. Dies ist bei einem Vergleich der hier angegebenen Bilanz mit Informationen aus anderen Quellen zu beachten.
4. ↑  Inklusive eines von der FIFA und der DBU nicht gezählten Benefizspiels
5. ↑  Die Länderspiele der englischen Fußballnationalmannschaft der Amateure werden von der FA und der FIFA nicht als offizielle Länderspiele gewertet. Die meisten europäischen Verbände, so auch der KNVB, zählen sie jedoch als solche.
6. 1 2 3  Die FAI wertet im Gegensatz zur FIFA und dem KNVB die Partien bei den Olympischen Spielen 1924 und 1948 nicht als offizielle Länderspiele, weshalb Irland aus seiner Sicht zwei Spiele weniger absolviert und verloren hat.

Komplette Bilanz: Liste der Länderspiele der niederländischen Fußballnationalmannschaft

## Teilnahme an Fußball-Weltmeisterschaften
Die Niederlande haben an elf Endrunden teilgenommen und es dreimal bis in das Finale geschafft, zuletzt im Jahr 2010. Ein Weltmeistertitel konnte dabei aber noch nicht errungen werden. Als eine von wenigen Nationalmannschaften schied die niederländische noch nie in der WM-Vorrunde aus.
| Jahr | Gastgeberland  | Teilnahme bis …    | Letzte(r) Gegner | Ergebnis        | Trainer            | Bemerkungen und Besonderheiten |
| ---- | -------------- | ------------------ | ---------------- | --------------- | ------------------ | --- |
| 1930 | Uruguay        | nicht teilgenommen |                  |                 |                    | |
| 1934 | Italien        | Achtelfinale       | Schweiz          | 9.              | Robert Glendenning | |
| 1938 | Frankreich     | Achtelfinale       | Tschechoslowakei | 14.             | Robert Glendenning | |
| 1950 | Brasilien      | nicht teilgenommen |                  |                 |                    | |
| 1954 | Schweiz        | nicht zugelassen   |                  |                 |                    | Anmeldung wurde zu spät eingereicht |
| 1958 | Schweden       | nicht qualifiziert |                  |                 |                    | In der Qualifikation an Österreich gescheitert |
| 1962 | Chile          | nicht qualifiziert |                  |                 |                    | In der Qualifikation an Ungarn gescheitert |
| 1966 | England        | nicht qualifiziert |                  |                 |                    | In der Qualifikation an der Schweiz gescheitert |
| 1970 | Mexiko         | nicht qualifiziert |                  |                 |                    | In der Qualifikation an Bulgarien gescheitert |
| 1974 | Deutschland    | Finale             | Deutschland      | Vizeweltmeister | Rinus Michels      | |
| 1978 | Argentinien    | Finale             | Argentinien      | Vizeweltmeister | Ernst Happel       | Niederlage in der Verlängerung |
| 1982 | Spanien        | nicht qualifiziert |                  |                 |                    | In der Qualifikation an Frankreich und Belgien gescheitert |
| 1986 | Mexiko         | nicht qualifiziert |                  |                 |                    | In der Qualifikation an Belgien gescheitert |
| 1990 | Italien        | Achtelfinale       | Deutschland      | 15.             | Leo Beenhakker     | |
| 1994 | USA            | Viertelfinale      | Brasilien        | 7.              | Dick Advocaat      | |
| 1998 | Frankreich     | Spiel um Platz 3   | Kroatien         | Vierter         | Guus Hiddink       | Halbfinalaus im Elfmeterschießen gegen Brasilien |
| 2002 | Südkorea/Japan | nicht qualifiziert |                  |                 |                    | In der Qualifikation an Portugal und Irland gescheitert |
| 2006 | Deutschland    | Achtelfinale       | Portugal         | 11.             | Marco van Basten   | Gelb-Rot-Rekord |
| 2010 | Südafrika      | Finale             | Spanien          | Vizeweltmeister | Bert van Marwijk   | |
| 2014 | Brasilien      | Spiel um Platz 3   | Brasilien        | Dritter         | Louis van Gaal     | Bei der Endrunde kam es im ersten Gruppenspiel zu einer Neuauflage des WM-Finales von 2010 gegen Spanien (5:1-Sieg). |
| 2018 | Russland       | nicht qualifiziert |                  |                 |                    | In der Qualifikation an Frankreich und Schweden gescheitert |
| 2022 | Katar          | Viertelfinale      | Argentinien      | 5.              | Louis van Gaal     | Nach einem Sieg gegen Senegal, einem Remis gegen Ecuador und einem weiteren Sieg gegen Gastgeber Katar siegten sie im Achtelfinale gegen die USA, verloren jedoch im Viertelfinale im Elfmeterschießen gegen Argentinien. |

## Teilnahme an Fußball-Europameisterschaften

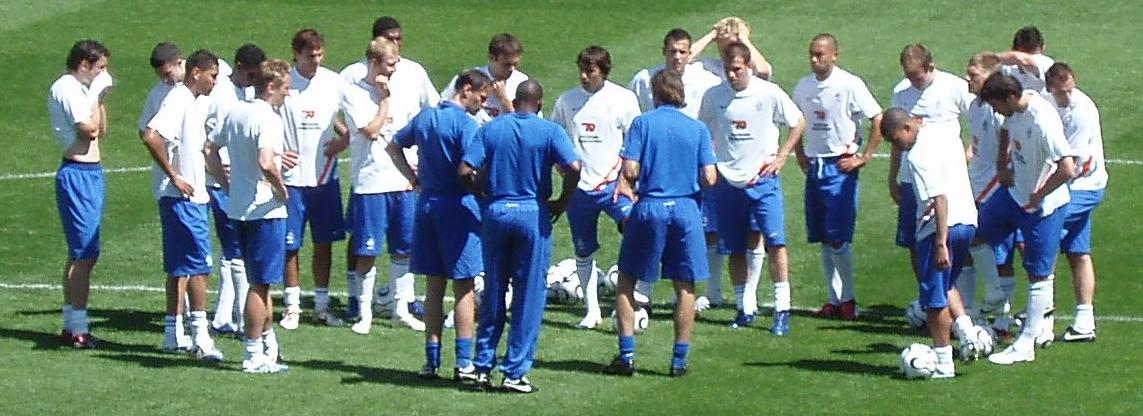
„Oranje“ (hier ausnahmsweise in Weiß-Blau) beim Training in Freiburg

Die Niederlande nahmen erstmals an der Qualifikation zur EM 1964 teil, scheiterten aber in der ersten Runde gegen Luxemburg. Erstmals gelang die Qualifikation für die Endrunde 1976 und danach mit Ausnahme von 1984 und 2016 für alle Endrunden. Damit sind die Niederlande nach Deutschland (zwölf Teilnahmen), Russland/GUS/UdSSR (elf Teilnahmen), Spanien (zehn Teilnahmen) zusammen mit England, Frankreich, Italien, Portugal und Tschechoslowakei/Tschechien mit neun Teilnahmen vierthäufigster Endrundenteilnehmer.
| Jahr | Gastgeberland           | Teilnahme bis …    | Letzte(r) Gegner                            | Ergebnis      | Bemerkungen und Besonderheiten |
| ---- | ----------------------- | ------------------ | ------------------------------------------- | ------------- | --- |
| 1960 | Frankreich              | nicht teilgenommen |                                             |               | |
| 1964 | Spanien                 | nicht qualifiziert |                                             |               | Im Achtelfinale an Luxemburg gescheitert. |
| 1968 | Italien                 | nicht qualifiziert |                                             |               | In der Qualifikation an Ungarn gescheitert, das sich aber ebenfalls nicht für die Endrunde qualifizieren konnte. |
| 1972 | Belgien                 | nicht qualifiziert |                                             |               | In der Qualifikation an Vizeeuropameister Jugoslawien gescheitert, das sich aber ebenfalls nicht für die Endrunde qualifizieren konnte. |
| 1976 | Jugoslawien             | Spiel um Platz 3   | Jugoslawien                                 | Dritter       | Im Halbfinale am späteren Europameister Tschechoslowakei in der Verlängerung gescheitert. |
| 1980 | Italien                 | Vorrunde           | Griechenland, Deutschland, Tschechoslowakei | -             | Nach je einem Sieg, einer Niederlage (gegen den späteren Europameister Deutschland) und einem Remis aufgrund der schlechteren Tordifferenz als Gruppendritter ausgeschieden |
| 1984 | Frankreich              | nicht qualifiziert |                                             |               | In der Qualifikation aufgrund der weniger erzielten Tore am späteren Vizeeuropameister Spanien gescheitert. |
| 1988 | BR Deutschland          | Finale             | UdSSR                                       | Europameister | Erster Titel für die Elftal. |
| 1992 | Schweden                | Halbfinale         | Dänemark                                    | -             | Im Elfmeterschießen am späteren Europameister gescheitert. |
| 1996 | England                 | Viertelfinale      | Frankreich                                  | -             | Im Elfmeterschießen gescheitert. |
| 2000 | Niederlande und Belgien | Halbfinale         | Italien                                     | -             | Im Elfmeterschießen gescheitert. |
| 2004 | Portugal                | Halbfinale         | Portugal                                    | -             | Erstes gewonnenes Elfmeterschießen im Viertelfinale gegen Schweden |
| 2008 | Österreich und Schweiz  | Viertelfinale      | Russland                                    | -             | Niederlage in der Verlängerung. |
| 2012 | Polen und Ukraine       | Vorrunde           | Dänemark, Deutschland, Portugal             | -             | Schlechteste Turnierbilanz in der Geschichte der Elftal – als amtierender Vizeweltmeister mit drei Niederlagen in der Vorrunde ausgeschieden. Bert van Marwijk trat in der Folge als Bondscoach zurück. |
| 2016 | Frankreich              | nicht qualifiziert |                                             |               | In der Qualifikation wurden die Niederlande in einer Gruppe mit Tschechien, der Türkei, Lettland, Island und Kasachstan nur Vierter. |
| 2021 | Europa                  | Achtelfinale       | Tschechien                                  | -             | Durch drei Siege in der Gruppenphase gegen die Ukraine, Österreich und Nordmazedonien qualifizierten sich die Niederlande für das Achtelfinale, in welchem sie gegen Tschechien verloren. |
| 2024 | Deutschland             | Halbfinale         | England                                     | -             | Nach einem Sieg gegen Polen, einem Remis gegen Frankreich und einer Niederlage gegen Österreich gewannen die Niederlande das Achtelfinale gegen Rumänien. Das Viertelfinale gewannen sie gegen die Türkei, verloren jedoch das Halbfinale gegen England und konnten sich nicht für das Finale qualifizieren. |

## Teilnahme an den Olympischen Spielen
| 1908 in London    | 3. Platz           |
| 1912 in Stockholm | 3. Platz           |
| 1920 in Antwerpen | 3. Platz           |
| 1924 in Paris     | 4. Platz           |
| 1928 in Amsterdam | Achtelfinale       |
| 1936 in Berlin    | nicht teilgenommen |
| 1948 in London    | Achtelfinale       |
| 1952 in Helsinki  | Vorrunde           |

## Aktueller Kader
Die folgenden Spieler wurden von Bondscoach Ronald Koeman in den Kader für die Länderspiele gegen Finnland am 7. und gegen Malta am 10. Juni 2025 berufen.
- Stand der Leistungsdaten: 10. Juni 2025 (nach dem Spiel gegen Malta)

| Name                 | Geburtstag | Spiele | Tore | Verein                 | Debüt              | Letzter Einsatz |
| Tor                  | Tor        | Tor    | Tor  | Tor                    | Tor                | Tor             |
| -------------------- | ---------- | ------ | ---- | ---------------------- | ------------------ | --------------- |
| Mark Flekken         | 13.06.1993 | 10     | 0    | FC Brentford           | 26. März 2022      | 10. Juni 2025   |
| Nick Olij            | 01.08.1995 | 0      | 0    | Sparta Rotterdam       |                    |                 |
| Kjell Scherpen       | 23.01.2000 | 0      | 0    | SK Sturm Graz          |                    |                 |
| Abwehr               |            |        |      |                        |                    |                 |
| Nathan Aké           | 18.02.1995 | 54     | 05   | Manchester City        | 31. Mai 2017       | 7. Juni 2025    |
| Virgil van Dijk      | 08.07.1991 | 82     | 10   | FC Liverpool           | 10. Oktober 2015   | 10. Juni 2025   |
| Denzel Dumfries      | 18.04.1996 | 65     | 10   | Inter Mailand          | 13. Oktober 2018   | 10. Juni 2025   |
| Jeremie Frimpong     | 10.12.2000 | 13     | 01   | Bayer 04 Leverkusen    | 13. Oktober 2023   | 7. Juni 2025    |
| Lutsharel Geertruida | 18.07.2000 | 17     | 0    | RB Leipzig             | 24. März 2023      | 10. Juni 2025   |
| Jorrel Hato          | 07.03.2006 | 06     | 0    | Ajax Amsterdam         | 21. November 2023  | 20. März 2025   |
| Jan Paul van Hecke   | 08.06.2000 | 05     | 0    | Brighton & Hove Albion | 10. September 2024 | 7. Juni 2025    |
| Micky van de Ven     | 19.04.2001 | 12     | 01   | Tottenham Hotspur      | 13. Oktober 2023   | 10. Juni 2025   |
| Stefan de Vrij       | 05.02.1992 | 75     | 04   | Inter Mailand          | 15. August 2012    | 10. Juni 2025   |
| Mittelfeld           |            |        |      |                        |                    |                 |
| Ryan Gravenberch     | 16.05.2002 | 20     | 01   | FC Liverpool           | 24. März 2021      | 10. Juni 2025   |
| Frenkie de Jong      | 12.05.1997 | 59     | 02   | FC Barcelona           | 6. September 2018  | 10. Juni 2025   |
| Tijjani Reijnders    | 19.07.1998 | 23     | 04   | AC Mailand             | 7. September 2023  | 7. Juni 2025    |
| Xavi Simons          | 21.04.2003 | 28     | 05   | RB Leipzig             | 3. Dezember 2022   | 10. Juni 2025   |
| Mats Wieffer         | 16.11.1999 | 14     | 01   | Brighton & Hove Albion | 27. März 2023      | 10. Juni 2025   |
| Sturm                |            |        |      |                        |                    |                 |
| Memphis Depay        | 13.02.1994 | 1020   | 50   | Corinthians São Paulo  | 15. Oktober 2013   | 10. Juni 2025   |
| Cody Gakpo           | 07.05.1999 | 40     | 15   | FC Liverpool           | 21. Juni 2021      | 10. Juni 2025   |
| Justin Kluivert      | 05.05.1999 | 07     | 0    | AFC Bournemouth        | 26. März 2018      | 10. Juni 2025   |
| Noa Lang             | 17.06.1999 | 14     | 03   | PSV Eindhoven          | 8. Oktober 2021    | 10. Juni 2025   |
| Donyell Malen        | 19.01.1999 | 43     | 11   | Aston Villa            | 6. September 2019  | 10. Juni 2025   |
| Wout Weghorst        | 07.08.1992 | 45     | 14   | Ajax Amsterdam         | 23. März 2018      | 10. Juni 2025   |

## Bekannte Spieler

### Rekordspieler
Die Angaben in den folgenden Tabellen (Stand: 10. Juni 2025) beziehen sich auf Einsätze und Tore in offiziellen Spielen der Elftal. Fettgeschriebene Spieler sind noch aktiv.
| Nr.         | Name                     | Einsätze | Zeitraum  | WM-Spiele | EM-Spiele |
| ----------- | ------------------------ | -------- | --------- | --------- | --------- |
| 01.         | Wesley Sneijder          | 134      | 2003–2018 | 17        | 08        |
| 02.         | Edwin van der Sar        | 130      | 1995–2008 | 11        | 16        |
| 03.         | Frank de Boer            | 112      | 1990–2004 | 11        | 09        |
| 04.         | Rafael van der Vaart     | 109      | 2001–2013 | 08        | 09        |
| 05.         | Daley Blind              | 108      | 2013–     | 11        | 05        |
| 06.         | Giovanni van Bronckhorst | 106      | 1996–2010 | 10        | 11        |
| 07.         | Dirk Kuyt                | 104      | 2004–2014 | 15        | 06        |
| 08.         | Robin van Persie         | 102      | 2005–2017 | 17        | 07        |
| 08.         | Memphis Depay            | 102      | 2013–     | 07        | 09        |
| 10.         | Phillip Cocu             | 101      | 1996–2006 | 11        | 13        |
| 11.         | Arjen Robben             | 096      | 2003–2017 | 15        | 09        |
| 11.         | Georginio Wijnaldum      | 096      | 2011–     | 08        | 07        |
| 13.         | John Heitinga            | 087      | 2004–2013 | 10        | 08        |
| 13.         | Clarence Seedorf         | 087      | 1994–2008 | 04        | 10        |
| 15.         | Marc Overmars            | 086      | 1993–2004 | 11        | 08        |
| 16.         | Joris Mathijsen          | 084      | 2004–2012 | 09        | 05        |
| 16.         | Aron Winter              | 084      | 1987–2000 | 08        | 09        |
| 18.         | Ruud Krol                | 083      | 1969–1983 | 14        | 05        |
| Rekordmarke |                          |          |           |           |           |

| Nr.         | Name                 | Tore | Zeitraum  | WM-Tore | EM-Tore |
| ----------- | -------------------- | ---- | --------- | ------- | ------- |
| 01.         | Robin van Persie     | 50   | 2005–2017 | 6       | 3       |
| 01.         | Memphis Depay        | 50   | 2013–     | 3       | 3       |
| 03.         | Klaas-Jan Huntelaar  | 42   | 2006–2015 | 2       | 1       |
| 04.         | Patrick Kluivert     | 40   | 1994–2004 | 2       | 6       |
| 05.         | Dennis Bergkamp      | 37   | 1990–2000 | 6       | 4       |
| 05.         | Arjen Robben         | 37   | 2003–2017 | 6       | 1       |
| 07.         | Faas Wilkes †        | 35   | 1946–1961 | 0       | 0       |
| 07.         | Ruud van Nistelrooy  | 35   | 1998–2011 | 1       | 6       |
| 09.         | Abe Lenstra †        | 33   | 1940–1959 | 0       | 0       |
| 09.         | Johan Cruijff †      | 33   | 1966–1977 | 3       | 0       |
| 11.         | Wesley Sneijder      | 31   | 2003–2018 | 6       | 2       |
| 12.         | Beb Bakhuys †        | 28   | 1928–1937 | 0       | 0       |
| 12.         | Georginio Wijnaldum  | 28   | 2011–     | 0       | 3       |
| 14.         | Kick Smit †          | 26   | 1934–1946 | 1       | 0       |
| 15.         | Rafael van der Vaart | 25   | 2001–2013 | 0       | 1       |
| 16.         | Marco van Basten     | 24   | 1983–1992 | 0       | 5       |
| 16.         | Dirk Kuyt            | 24   | 2004–2014 | 1       | 1       |
| 18.         | Leen Vente †         | 19   | 1933–1940 | 1       | 0       |
| .           |                      |      |           |         |         |
| 38.         | Johnny Rep           | 12   | 1973–1981 | 7       | 0       |
| Rekordmarke |                      |      |           |         |         |

### Weitere ehemalige Spieler
- Jan van Beveren
- Danny Blind
- Ronald de Boer
- Mark van Bommel
- Jan Boskamp
- John Bosman
- Ernie Brandts
- Hans van Breukelen
- Edgar Davids
- Ruud Geels
- Ulrich van Gobbel
- Ed de Goey
- Marco van Basten
- Ruud Gullit
- Arie Haan
- Wim van Hanegem
- Bertus de Harder
- Joop Hiele
- Hugo Hovenkamp
- Rinus Israël
- Wim Jansen
- Jan Jeuring
- Jan Jongbloed
- Wim Jonk
- Piet Keizer
- René van de Kerkhof
- Willy van de Kerkhof
- Wim Kieft
- Erwin Koeman
- Michel van de Korput
- Tonny van der Linden
- Roy Makaay
- Stanley Menzo
- John Metgod
- Coen Moulijn
- Arnold Mühren
- Dick Nanninga
- Johan Neeskens
- Ruud van Nistelrooy
- Arthur Numan
- Michael Reiziger
- Rob Rensenbrink
- Johnny Rep
- Frank Rijkaard
- Bryan Roy
- Graeme Rutjes
- John van ’t Schip
- Piet Schrijvers
- Sonny Silooy
- Jaap Stam
- Huub Stevens
- Wim Suurbier
- Sjaak Swart
- Simon Tahamata
- Adri van Tiggelen
- Stan Valckx
- Gerald Vanenburg
- Peter van Vossen
- Bennie Wijnstekers
- Rob Witschge
- Richard Witschge
- John de Wolf
- Jan Wouters
- Boudewijn Zenden

## Die Verbandstrainer des KNVB
In den ersten drei Jahren, in denen Länderspiele stattfanden, gab es keinen offiziellen Verbandstrainer (niederländisch: Bondscoach) des KNVB. Kees van Hasselt, Schneider und ehemaliger Spieler von Sparta Rotterdam, wird meist als Trainer der Mannschaft bezeichnet, die in den ersten Jahren für die Niederlande antrat; er war auch Organisator der ersten Spiele und wählte die Mannschaften aus Spielern seines Freundeskreises aus. Erst 1908, zu den Olympischen Spielen, wurde ein qualifizierter Übungsleiter angestellt, der Engländer Edgar Chadwick. Für die Auswahl des Kaders war bis in die 1950er Jahre die Auswahlkommission des KNVB zuständig; Aufgabe des Bondscoach war lediglich die sportliche Leitung des Trainings und der Spiele. Folgende Trainer saßen in chronologischer Folge bei den Spielen der Nationalmannschaft verantwortlich auf der Bank (genannt sind die Daten des jeweils ersten und letzten Spiels):

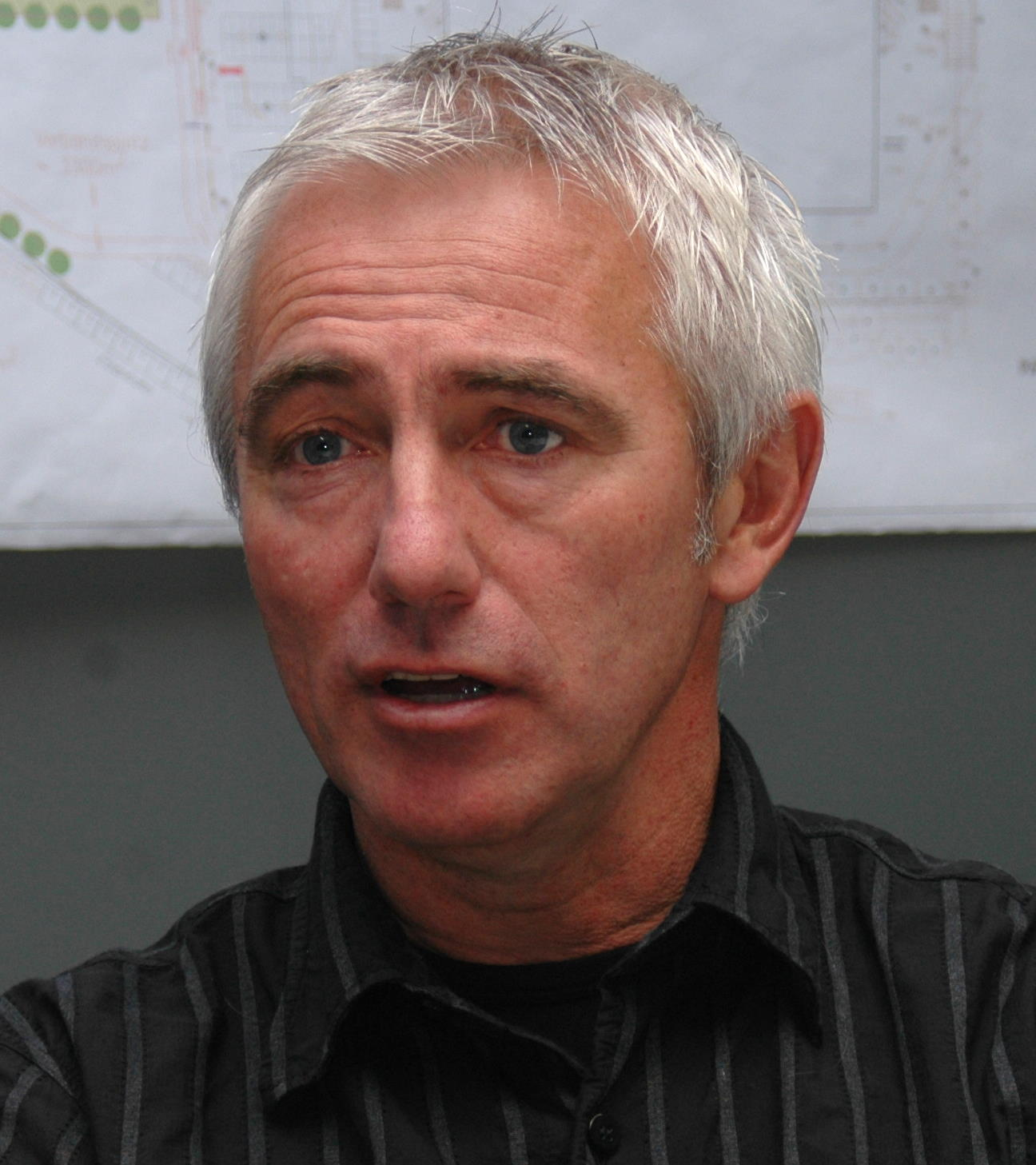
Bert van Marwijk, Bondscoach 2008–2012

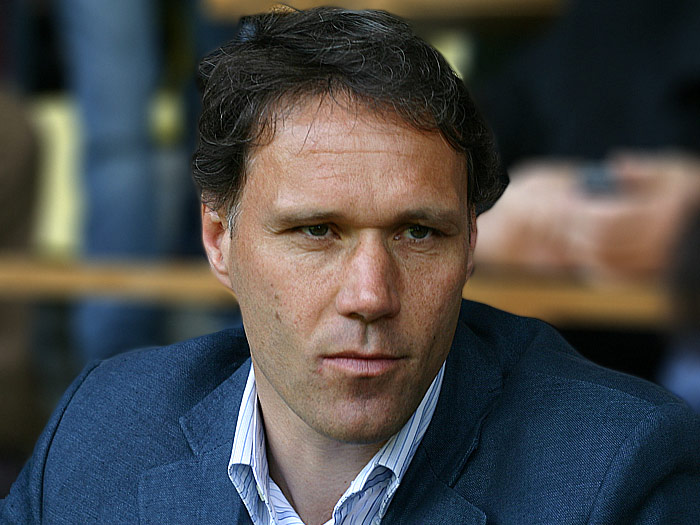
Marco van Basten, Bondscoach 2004–2008

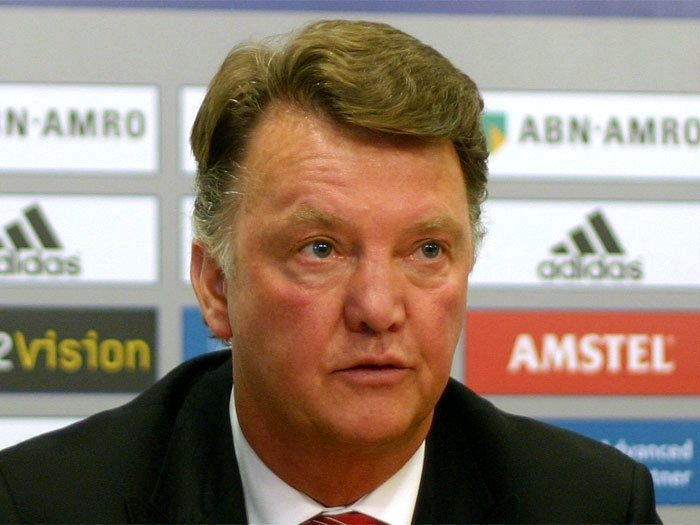
Louis van Gaal, Bondscoach 2000–2001, 2012–2014 & 2021–2022

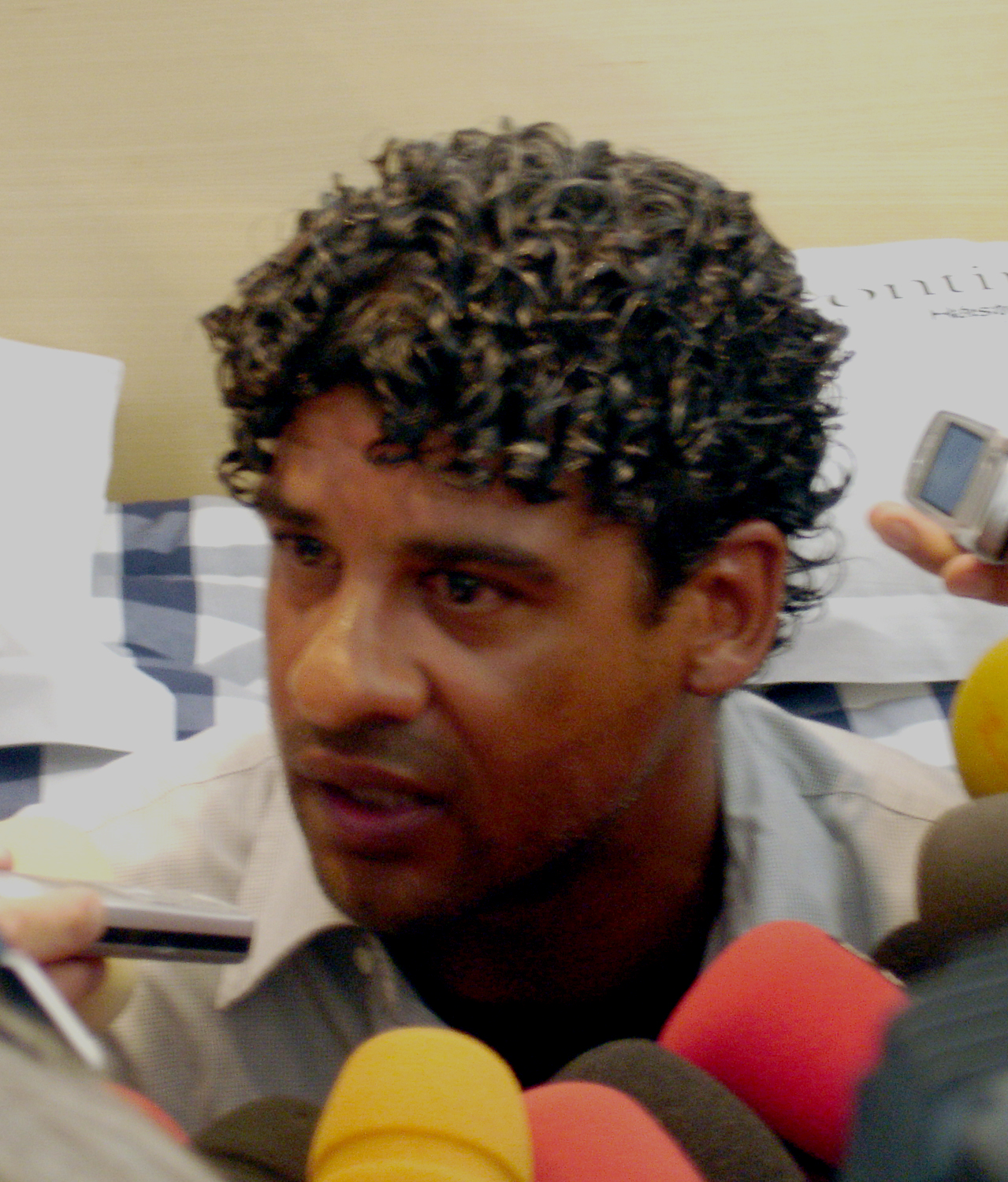
Frank Rijkaard, Bondscoach 1998–2000

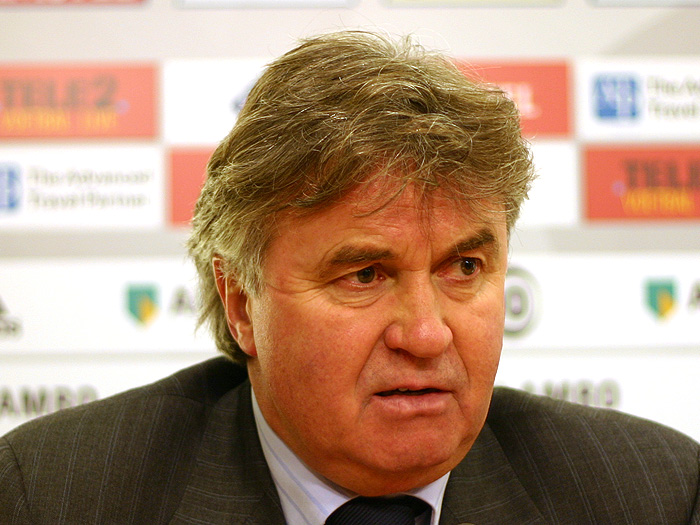
Guus Hiddink, Bondscoach 1995–1998 & 2014–2015

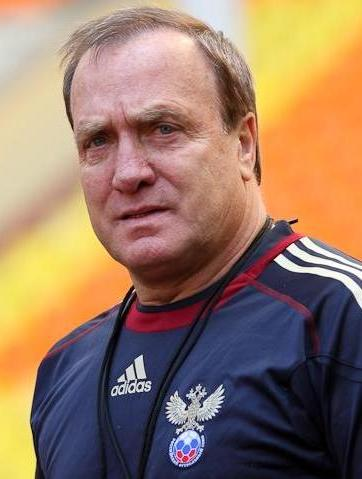
Dick Advocaat, Bondscoach 1992–1994, 2002–2004 & 2017

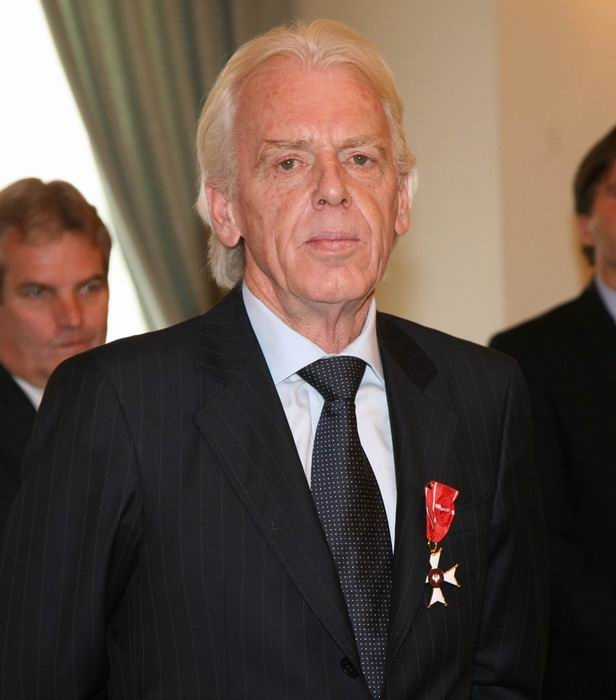
Leo Beenhakker, Bondscoach 1985–1986 & 1990

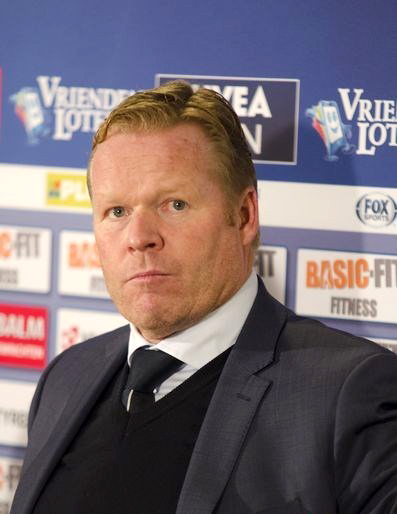
Ronald Koeman, Bondscoach 2018–2020 & 2023–

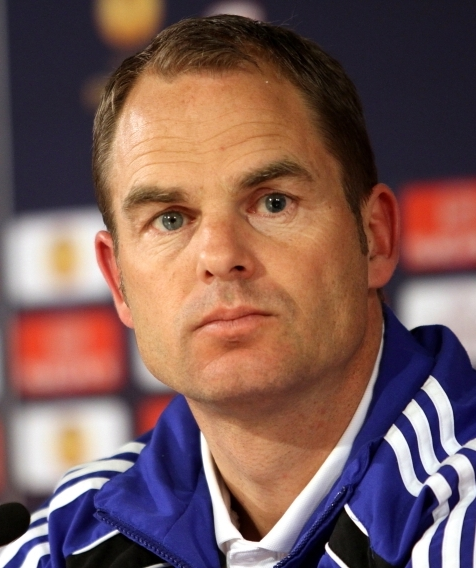
Frank de Boer, Bondscoach 2020–2021

| Trainer                    | erstes Länderspiel | letztes Länderspiel | Anzahl Spiele in Folge | Anzahl Spiele gesamt | Bemerkung                                |
| -------------------------- | ------------------ | ------------------- | ---------------------- | -------------------- | ---------------------------------------- |
| Kees van Hasselt           | 30. April 1905     | 10. Mai 1908        | 11                     | 11                   |                                          |
| Edgar Chadwick             | 22. Oktober 1908   | 24. April 1910      | 10                     | 10                   |                                          |
| Jimmy Hogan                | 16. Oktober 1910   | 16. Oktober 1910    | 1                      | 1                    |                                          |
| Edgar Chadwick             | 19. März 1911      | 4. Juli 1912        | 11                     | 21                   |                                          |
| Fred Warburton             | 17. November 1912  | 17. November 1912   | 1                      | 1                    |                                          |
| Edgar Chadwick             | 9. März 1913       | 24. März 1913       | 2                      | 23                   |                                          |
| Tom Bradshaw               | 20. April 1913     | 20. April 1913      | 1                      | 1                    |                                          |
| Edgar Chadwick             | 15. November 1913  | 15. November 1913   | 1                      | 24                   |                                          |
| Billy Hunter               | 15. März 1914      | 17. Mai 1914        | 4                      | 4                    |                                          |
| Jack Reynolds              | 9. Juni 1919       | 9. Juni 1919        | 1                      | 1                    |                                          |
| Fred Warburton             | 24. August 1919    | 15. Mai 1921        | 12                     | 13                   |                                          |
| Jim Waites                 | 12. Juni 1921      | 12. Juni 1921       | 1                      | 1                    |                                          |
| Fred Warburton             | 13. November 1921  | 10. Mai 1923        | 8                      | 21                   |                                          |
| Bob Glendenning            | 25. November 1923  | 25. November 1923   | 1                      | 1                    |                                          |
| Bill Townley               | 23. März 1924      | 9. Juni 1924        | 8                      | 8                    |                                          |
| Jack Bollington            | 2. November 1924   | 2. November 1924    | 1                      | 1                    |                                          |
| Bob Glendenning            | 15. März 1925      | 21. April 1940      | 86                     | 87                   | Trainer mit den meisten Spielen in Folge |
| Karel Kaufman              | 10. März 1946      | 27. November 1946   | 4                      | 4                    |                                          |
| Jesse Carver               | 7. April 1947      | 31. Juli 1948       | 10                     | 10                   |                                          |
| Tom Sneddon                | 21. November 1948  | 21. November 1948   | 1                      | 1                    |                                          |
| Karel Kaufman              | 13. März 1949      | 23. April 1949      | 2                      | 6                    |                                          |
| Jaap van der Leck          | 12. Juni 1949      | 30. Mai 1954        | 29                     | 29                   |                                          |
| Karel Kaufman              | 24. Oktober 1954   | 24. Oktober 1954    | 1                      | 7                    |                                          |
| Friedrich Donenfeld        | 13. März 1955      | 13. März 1955       | 1                      | 1                    |                                          |
| Max Merkel                 | 3. April 1955      | 6. Juni 1956        | 10                     | 10                   |                                          |
| Wudi Müller                | 15. September 1956 | 15. September 1956  | 1                      | 1                    |                                          |
| Friedrich Donenfeld        | 14. Oktober 1956   | 4. November 1956    | 2                      | 3                    |                                          |
| George Hardwick            | 30. Januar 1957    | 26. Mai 1957        | 5                      | 5                    |                                          |
| Elek Schwartz              | 11. September 1957 | 24. Mai 1964        | 49                     | 49                   |                                          |
| Dennis Neville             | 30. September 1964 | 14. November 1965   | 8                      | 8                    |                                          |
| Georg Keßler               | 23. März 1966      | 28. Januar 1970     | 28                     | 28                   |                                          |
| František Fadrhonc         | 11. Oktober 1970   | 18. November 1973   | 20                     | 20                   |                                          |
| Rinus Michels              | 27. März 1974      | 7. Juli 1974        | 10                     | 10                   | Supervisor zur WM 1974, WM-Finalist 1974 |
| George Knobel              | 4. September 1974  | 19. Juni 1976       | 15                     | 15                   |                                          |
| Jan Zwartkruis             | 8. September 1976  | 26. März 1977       | 4                      | 4                    |                                          |
| Ernst Happel               | 31. August 1977    | 31. August 1977     | 1                      | 1                    | Supervisor zur WM 1978                   |
| Jan Zwartkruis             | 5. Oktober 1977    | 5. Oktober 1977     | 1                      | 5                    |                                          |
| Ernst Happel               | 12. Oktober 1977   | 12. Oktober 1977    | 1                      | 2                    |                                          |
| Jan Zwartkruis             | 26. Oktober 1977   | 26. Oktober 1977    | 1                      | 6                    |                                          |
| Ernst Happel               | 22. Februar 1978   | 25. Juni 1978       | 10                     | 12                   | WM-Finalist 1978                         |
| Jan Zwartkruis             | 20. September 1978 | 6. Januar 1981      | 22                     | 28                   |                                          |
| Rob Baan                   | 22. Februar 1981   | 22. Februar 1981    | 1                      | 1                    |                                          |
| Kees Rijvers               | 25. März 1981      | 25. März 1981       | 1                      | 1                    |                                          |
| Rob Baan                   | 29. April 1981     | 29. April 1981      | 1                      | 2                    |                                          |
| Kees Rijvers               | 1. September 1981  | 17. Oktober 1984    | 20                     | 21                   |                                          |
| Rinus Michels              | 14. November 1984  | 23. Dezember 1984   | 2                      | 12                   | seit 1. Juli 1984 Technischer Direktor   |
| Leo Beenhakker             | 27. Februar 1985   | 12. März 1986       | 7                      | 7                    |                                          |
| Rinus Michels              | 29. April 1986     | 25. Juni 1988       | 22                     | 34                   | Europameister 1988                       |
| Thijs Libregts             | 14. September 1988 | 20. Dezember 1989   | 11                     | 11                   |                                          |
| Nol de Ruiter              | 21. Februar 1990   | 28. März 1990       | 2                      | 2                    |                                          |
| Leo Beenhakker             | 30. Mai 1990       | 24. Juni 1990       | 6                      | 13                   |                                          |
| Rinus Michels              | 26. September 1990 | 22. Juni 1992       | 19                     | 53                   |                                          |
| Dick Advocaat              | 9. September 1992  | 14. Dezember 1994   | 26                     | 26                   |                                          |
| Guus Hiddink               | 18. Januar 1995    | 14. Dezember 1996   | 20                     | 20                   |                                          |
| Jan Rab                    | 26. Februar 1997   | 26. Februar 1997    | 1                      | 1                    |                                          |
| Guus Hiddink               | 29. März 1997      | 11. Juli 1998       | 18                     | 38                   |                                          |
| Frank Rijkaard             | 10. Oktober 1998   | 29. Juni 2000       | 22                     | 22                   |                                          |
| Louis van Gaal             | 2. September 2000  | 10. November 2001   | 14                     | 14                   |                                          |
| Dick Advocaat              | 13. Februar 2002   | 30. Juni 2004       | 29                     | 55                   |                                          |
| Marco van Basten           | 18. August 2004    | 21. Juni 2008       | 52                     | 52                   |                                          |
| Bert van Marwijk           | 20. August 2008    | 27. Juni 2012       | 40                     | 40                   | WM-Finalist 2010                         |
| Louis van Gaal             | 15. August 2012    | 12. Juli 2014       | 29                     | 43                   | WM-Dritter ohne Niederlage               |
| Guus Hiddink               | 9. September 2014  | 30. Juni 2015       | 10                     | 48                   |                                          |
| Danny Blind                | 1. Juli 2015       | 26. März 2017       | 17                     | 17                   |                                          |
| Fred Grim (interim)        | 31. Mai 2017       | 4. Juni 2017        | 2                      | 2                    |                                          |
| Dick Advocaat              | 9. Juni 2017       | 14. November 2017   | 7                      | 62                   |                                          |
| Ronald Koeman              | 23. März 2018      | 19. August 2020     | 20                     | 20                   |                                          |
| Dwight Lodeweges (interim) | 4. September 2020  | 23. September 2020  | 2                      | 2                    |                                          |
| Frank de Boer              | 23. September 2020 | 27. Juni 2021       | 15                     | 15                   |                                          |
| Louis van Gaal             | 1. September 2021  | 31. Dezember 2022   | 20                     | 63                   |                                          |
| Ronald Koeman              | 1. Januar 2023     |                     | 30                     | 50                   |                                          |

Stand: 10. Juni 2025

## Länderspiele gegen deutschsprachige Fußballnationalmannschaften

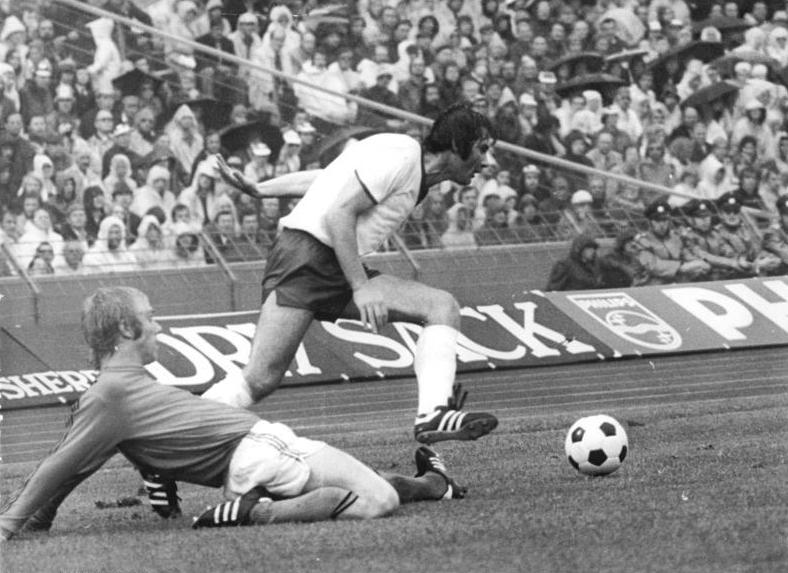
Ducke und Rijsbergen (am Boden) im Zweikampf beim Duell Niederlande gegen die DDR-Mannschaft in der Zwischenrunde der WM 1974.

Die Niederländer sind zweithäufigster Gegner der deutschen Mannschaft.
(Ergebnisse stets aus niederländischer Sicht)
| Länderspiele gegen Deutschland (siehe auch: Niederländisch-deutsche Fußballrivalität) | Länderspiele gegen Deutschland (siehe auch: Niederländisch-deutsche Fußballrivalität) | Länderspiele gegen Deutschland (siehe auch: Niederländisch-deutsche Fußballrivalität) | Länderspiele gegen Deutschland (siehe auch: Niederländisch-deutsche Fußballrivalität) | Länderspiele gegen Deutschland (siehe auch: Niederländisch-deutsche Fußballrivalität) |
| Nr.                                                                                   | Datum                                                                                 | Ort                                                                                   | Ergebnis                                                                              | Anlass                                                                                |
| ------------------------------------------------------------------------------------- | ------------------------------------------------------------------------------------- | ------------------------------------------------------------------------------------- | ------------------------------------------------------------------------------------- | ------------------------------------------------------------------------------------- |
| 1.                                                                                    | 24. April 1910                                                                        | Arnhem                                                                                | 4:2                                                                                   | Freundschaftsspiel                                                                    |
| 2.                                                                                    | 16. Oktober 1910                                                                      | Kleve                                                                                 | 2:1                                                                                   | Freundschaftsspiel                                                                    |
| 3.                                                                                    | 24. März 1912                                                                         | Zwolle                                                                                | 5:5                                                                                   | Freundschaftsspiel                                                                    |
| 4.                                                                                    | 17. November 1912                                                                     | Leipzig                                                                               | 3:2                                                                                   | Freundschaftsspiel                                                                    |
| 5.                                                                                    | 5. April 1914                                                                         | Amsterdam                                                                             | 4:4                                                                                   | Freundschaftsspiel                                                                    |
| 6.                                                                                    | 10. Mai 1923                                                                          | Hamburg                                                                               | 0:0                                                                                   | Freundschaftsspiel                                                                    |
| 7.                                                                                    | 21. April 1924                                                                        | Amsterdam                                                                             | 0:1                                                                                   | Freundschaftsspiel                                                                    |
| 8.                                                                                    | 29. März 1925                                                                         | Amsterdam                                                                             | 2:1                                                                                   | Freundschaftsspiel                                                                    |
| 9.                                                                                    | 18. April 1926                                                                        | Düsseldorf                                                                            | 2:4                                                                                   | Freundschaftsspiel                                                                    |
| 10.                                                                                   | 31. Oktober 1926                                                                      | Amsterdam                                                                             | 2:3                                                                                   | Freundschaftsspiel                                                                    |
| 11.                                                                                   | 20. November 1927                                                                     | Köln                                                                                  | 2:2                                                                                   | Freundschaftsspiel                                                                    |
| 12.                                                                                   | 26. April 1931                                                                        | Amsterdam                                                                             | 1:1                                                                                   | Freundschaftsspiel                                                                    |
| 13.                                                                                   | 4. Dezember 1932                                                                      | Düsseldorf                                                                            | 2:0                                                                                   | Freundschaftsspiel                                                                    |
| 14.                                                                                   | 17. Februar 1935                                                                      | Amsterdam                                                                             | 2:3                                                                                   | Freundschaftsspiel                                                                    |
| 15.                                                                                   | 31. Januar 1937                                                                       | Düsseldorf                                                                            | 2:2                                                                                   | Freundschaftsspiel                                                                    |
| 16.                                                                                   | 14. März 1956                                                                         | Düsseldorf                                                                            | 2:1                                                                                   | Freundschaftsspiel                                                                    |
| 17.                                                                                   | 3. April 1957                                                                         | Amsterdam                                                                             | 1:2                                                                                   | Freundschaftsspiel                                                                    |
| 18.                                                                                   | 21. Oktober 1959                                                                      | Köln                                                                                  | 0:7                                                                                   | Freundschaftsspiel                                                                    |
| 19.                                                                                   | 23. März 1966                                                                         | Rotterdam                                                                             | 2:4                                                                                   | Freundschaftsspiel                                                                    |
| 20.                                                                                   | 7. Juli 1974                                                                          | München                                                                               | 1:2                                                                                   | WM-Endspiel                                                                           |
| 21.                                                                                   | 17. Mai 1975                                                                          | Frankfurt am Main                                                                     | 1:1                                                                                   | Freundschaftsspiel                                                                    |
| 22.                                                                                   | 18. Juni 1978                                                                         | Córdoba                                                                               | 2:2                                                                                   | WM-Zwischenrunde                                                                      |
| 23.                                                                                   | 20. Dezember 1978                                                                     | Düsseldorf                                                                            | 1:3                                                                                   | Freundschaftsspiel                                                                    |
| 24.                                                                                   | 14. Juni 1980                                                                         | Neapel                                                                                | 2:3                                                                                   | EM-Endrunde                                                                           |
| 25.                                                                                   | 11. Oktober 1980                                                                      | Eindhoven                                                                             | 1:1                                                                                   | Freundschaftsspiel                                                                    |
| 26.                                                                                   | 14. Mai 1986                                                                          | Dortmund                                                                              | 1:3                                                                                   | Freundschaftsspiel                                                                    |
| 27.                                                                                   | 21. Juni 1988                                                                         | Hamburg                                                                               | 2:1                                                                                   | EM-Halbfinale                                                                         |
| 28.                                                                                   | 19. Oktober 1988                                                                      | München                                                                               | 0:0                                                                                   | WM-Qualifikation                                                                      |
| 29.                                                                                   | 26. April 1989                                                                        | Rotterdam                                                                             | 1:1                                                                                   | WM-Qualifikation                                                                      |
| 30.                                                                                   | 24. Juni 1990                                                                         | Mailand                                                                               | 1:2                                                                                   | WM-Achtelfinale                                                                       |
| 31.                                                                                   | 18. Juni 1992                                                                         | Göteborg                                                                              | 3:1                                                                                   | EM-Vorrunde                                                                           |
| 32.                                                                                   | 24. April 1996                                                                        | Rotterdam                                                                             | 0:1                                                                                   | Freundschaftsspiel                                                                    |
| 33.                                                                                   | 18. November 1998                                                                     | Gelsenkirchen                                                                         | 1:1                                                                                   | Freundschaftsspiel                                                                    |
| 34.                                                                                   | 23. Februar 2000                                                                      | Amsterdam                                                                             | 2:1                                                                                   | Freundschaftsspiel                                                                    |
| 35.                                                                                   | 20. November 2002                                                                     | Gelsenkirchen                                                                         | 3:1                                                                                   | Freundschaftsspiel                                                                    |
| 36.                                                                                   | 14. Juni 2004                                                                         | Porto                                                                                 | 1:1                                                                                   | EM-Vorrunde                                                                           |
| 37.                                                                                   | 17. August 2005                                                                       | Rotterdam                                                                             | 2:2                                                                                   | Freundschaftsspiel                                                                    |
| 38.                                                                                   | 15. November 2011                                                                     | Hamburg                                                                               | 0:3                                                                                   | Freundschaftsspiel                                                                    |
| 39.                                                                                   | 13. Juni 2012                                                                         | Charkiw                                                                               | 1:2                                                                                   | EM-Vorrunde                                                                           |
| 40.                                                                                   | 14. November 2012                                                                     | Amsterdam                                                                             | 0:0                                                                                   | Freundschaftsspiel                                                                    |
|                                                                                       | 17. November 2015                                                                     | Hannover                                                                              | abgesagt                                                                              | Freundschaftsspiel                                                                    |
| 41.                                                                                   | 13. Oktober 2018                                                                      | Amsterdam                                                                             | 3:0                                                                                   | UEFA Nations League 2018/19                                                           |
| 42.                                                                                   | 19. November 2018                                                                     | Gelsenkirchen                                                                         | 2:2                                                                                   | UEFA Nations League 2018/19                                                           |
| 43.                                                                                   | 24. März 2019                                                                         | Amsterdam                                                                             | 2:3                                                                                   | EM-Qualifikation                                                                      |
| 44.                                                                                   | 6. September 2019                                                                     | Hamburg                                                                               | 4:2                                                                                   | EM-Qualifikation                                                                      |
| 45.                                                                                   | 26. März 2024                                                                         | Frankfurt am Main                                                                     | 1:2                                                                                   | Freundschaftsspiel                                                                    |
| 46.                                                                                   | 10. September 2024                                                                    | Amsterdam                                                                             | 2:2                                                                                   | UEFA Nations League 2024/25                                                           |
| 47.                                                                                   | 14. Oktober 2024                                                                      | München                                                                               | 0:1                                                                                   | UEFA Nations League 2024/25                                                           |

| Länderspiele gegen die DDR | Länderspiele gegen die DDR | Länderspiele gegen die DDR | Länderspiele gegen die DDR | Länderspiele gegen die DDR |
| Nr.                        | Datum                      | Ort                        | Ergebnis                   | Anlass                     |
| -------------------------- | -------------------------- | -------------------------- | -------------------------- | -------------------------- |
| 1.                         | 14. Mai 1961               | Leipzig                    | 1:1                        | WM-Qualifikation           |
| 2.                         | 5. April 1967              | Leipzig                    | 3:4                        | EM-Qualifikation           |
| 3.                         | 13. September 1967         | Amsterdam                  | 1:0                        | EM-Qualifikation           |
| 4.                         | 11. November 1970          | Dresden                    | 0:1                        | EM-Qualifikation           |
| 5.                         | 10. Oktober 1971           | Rotterdam                  | 3:2                        | EM-Qualifikation           |
| 6.                         | 30. Juni 1974              | Gelsenkirchen              | 2:0                        | WM-Zwischenrunde           |
| 7.                         | 15. November 1978          | Rotterdam                  | 3:0                        | EM-Qualifikation           |
| 8.                         | 21. November 1979          | Leipzig                    | 3:2                        | EM-Qualifikation           |
| 9.                         | 12. März 1986              | Leipzig                    | 1:0                        | Freundschaftsspiel         |

| Länderspiele gegen das Saarland | Länderspiele gegen das Saarland | Länderspiele gegen das Saarland | Länderspiele gegen das Saarland | Länderspiele gegen das Saarland |
| Nr.                             | Datum                           | Ort                             | Ergebnis                        | Anlass                          |
| ------------------------------- | ------------------------------- | ------------------------------- | ------------------------------- | ------------------------------- |
| 1.                              | 16. November 1955               | Saarbrücken                     | 2:1                             | Freundschaftsspiel              |
| 2.                              | 6. Juni 1956                    | Amsterdam                       | 3:2                             | Freundschaftsspiel              |

| Länderspiele gegen die Schweiz | Länderspiele gegen die Schweiz | Länderspiele gegen die Schweiz | Länderspiele gegen die Schweiz | Länderspiele gegen die Schweiz |
| Nr.                            | Datum                          | Ort                            | Ergebnis                       | Anlass                         |
| ------------------------------ | ------------------------------ | ------------------------------ | ------------------------------ | ------------------------------ |
| 1.                             | 16. Mai 1920                   | Basel                          | 1:2                            | Freundschaftsspiel             |
| 2.                             | 28. März 1921                  | Amsterdam                      | 2:0                            | Freundschaftsspiel             |
| 3.                             | 19. November 1922              | Bern                           | 0:5                            | Freundschaftsspiel             |
| 4.                             | 25. November 1923              | Amsterdam                      | 4:1                            | Freundschaftsspiel             |
| 5.                             | 19. April 1925                 | Zürich                         | 1:4                            | Freundschaftsspiel             |
| 6.                             | 28. März 1926                  | Amsterdam                      | 5:0                            | Freundschaftsspiel             |
| 7.                             | 6. Mai 1928                    | Basel                          | 1:2                            | Freundschaftsspiel             |
| 8.                             | 17. März 1929                  | Amsterdam                      | 3:2                            | Freundschaftsspiel             |
| 9.                             | 2. November 1930               | Zürich                         | 3:6                            | Freundschaftsspiel             |
| 10.                            | 22. Januar 1933                | Amsterdam                      | 0:2                            | Freundschaftsspiel             |
| 11.                            | 27. Mai 1934                   | Mailand                        | 2:3                            | WM-Achtelfinale                |
| 12.                            | 4. November 1934               | Bern                           | 4:2                            | Freundschaftsspiel             |
| 13.                            | 7. März 1937                   | Amsterdam                      | 2:1                            | Freundschaftsspiel             |
| 14.                            | 7. Mai 1939                    | Bern                           | 1:2                            | Freundschaftsspiel             |
| 15.                            | 21. September 1947             | Amsterdam                      | 6:2                            | Freundschaftsspiel             |
| 16.                            | 15. Oktober 1950               | Basel                          | 5:7                            | Freundschaftsspiel             |
| 17.                            | 22. März 1953                  | Amsterdam                      | 1:2                            | Freundschaftsspiel             |
| 18.                            | 30. Mai 1954                   | Zürich                         | 1:3                            | Freundschaftsspiel             |
| 19.                            | 19. Mai 1955                   | Rotterdam                      | 4:1                            | Freundschaftsspiel             |
| 20.                            | 15. September 1956             | Lausanne                       | 3:2                            | Freundschaftsspiel             |
| 21.                            | 2. November 1958               | Rotterdam                      | 2:0                            | Freundschaftsspiel             |
| 22.                            | 18. Mai 1960                   | Zürich                         | 1:3                            | Freundschaftsspiel             |
| 23.                            | 11. November 1962              | Amsterdam                      | 3:1                            | EM-Qualifikation               |
| 24.                            | 31. März 1963                  | Bern                           | 1:1                            | EM-Qualifikation               |
| 25.                            | 17. Oktober 1965               | Amsterdam                      | 0:0                            | WM-Qualifikation               |
| 26.                            | 14. November 1965              | Bern                           | 1:2                            | WM-Qualifikation               |
| 27.                            | 9. Oktober 1974                | Rotterdam                      | 1:0                            | Freundschaftsspiel             |
| 28.                            | 11. Oktober 1978               | Bern                           | 3:1                            | EM-Qualifikation               |
| 29.                            | 28. März 1979                  | Eindhoven                      | 3:0                            | EM-Qualifikation               |
| 30.                            | 1. September 1981              | Zürich                         | 1:2                            | Freundschaftsspiel             |
| 31.                            | 13. Juni 1996                  | Birmingham                     | 2:0                            | EM-Vorrunde                    |
| 32.                            | 22. August 2007                | Genf                           | 1:2                            | Freundschaftsspiel             |
| 33.                            | 11. November 2011              | Amsterdam                      | 0:0                            | Freundschaftsspiel             |

| Länderspiele gegen Liechtenstein | Länderspiele gegen Liechtenstein | Länderspiele gegen Liechtenstein | Länderspiele gegen Liechtenstein | Länderspiele gegen Liechtenstein |
| Nr.                              | Datum                            | Ort                              | Ergebnis                         | Anlass                           |
| -------------------------------- | -------------------------------- | -------------------------------- | -------------------------------- | -------------------------------- |
| 1.                               | 3. September 2004                | Utrecht                          | 3:0                              | Freundschaftsspiel               |

| Länderspiele gegen Österreich | Länderspiele gegen Österreich | Länderspiele gegen Österreich | Länderspiele gegen Österreich | Länderspiele gegen Österreich |
| Nr.                           | Datum                         | Ort                           | Ergebnis                      | Anlass                        |
| ----------------------------- | ----------------------------- | ----------------------------- | ----------------------------- | ----------------------------- |
| 1.                            | 30. Juni 1912                 | Stockholm                     | 3:1                           | Olympia-Viertelfinale         |
| 2.                            | 10. Dezember 1933             | Amsterdam                     | 0:1                           | Freundschaftsspiel            |
| 3.                            | 26. Mai 1957                  | Wien                          | 2:3                           | WM-Qualifikation              |
| 4.                            | 25. September 1957            | Amsterdam                     | 1:1                           | WM-Qualifikation              |
| 5.                            | 12. April 1964                | Amsterdam                     | 1:1                           | Freundschaftsspiel            |
| 6.                            | 18. September 1966            | Wien                          | 1:2                           | Freundschaftsspiel            |
| 7.                            | 28. März 1973                 | Wien                          | 0:1                           | Freundschaftsspiel            |
| 8.                            | 27. März 1974                 | Rotterdam                     | 1:1                           | Freundschaftsspiel            |
| 9.                            | 20. Mai 1978                  | Wien                          | 1:0                           | Freundschaftsspiel            |
| 10.                           | 14. Juni 1978                 | Córdoba                       | 5:1                           | WM–Zwischenrunde              |
| 11.                           | 14. November 1984             | Wien                          | 0:1                           | WM-Qualifikation              |
| 12.                           | 1. Mai 1985                   | Rotterdam                     | 1:1                           | WM-Qualifikation              |
| 13.                           | 30. Mai 1990                  | Wien                          | 2:3                           | Freundschaftsspiel            |
| 14.                           | 27. Mai 1992                  | Sittard                       | 3:2                           | Freundschaftsspiel            |
| 15.                           | 16. Oktober 2002              | Wien                          | 3:0                           | EM-Qualifikation              |
| 16.                           | 6. September 2003             | Rotterdam                     | 3:1                           | EM-Qualifikation              |
| 17.                           | 26. März 2008                 | Wien                          | 4:3                           | Freundschaftsspiel            |
| 18.                           | 9. Februar 2011               | Eindhoven                     | 3:1                           | Freundschaftsspiel            |
| 19.                           | 17. Juni 2021                 | Amsterdam                     | 2:0                           | EM-Vorrunde                   |
| 20.                           | 25. Juni 2024                 | Berlin                        | 2:3                           | EM-Vorrunde                   |

## Besonderheiten

### Landesfarben auf dem Trikot
Die Nationalmannschaft trägt seit den Vorbereitungsspielen zur EM 2000 auf den Heimtrikots auf der linken Brust unterhalb des KNVB-Logos und auf den WM-Auswärtstrikots am rechten Ärmel die eigene Landesfahne neben der Fahne des Gegners sowie darunter das Datum des Spieles. Dies wird mittlerweile – insbesondere bei großen Turnieren – von fast allen Mannschaften praktiziert.

### Der Begriff„Oranjes“
Die niederländische Nationalmannschaft wird auf Deutsch oft als die „Oranjes“ bezeichnet. „Oranje“ steht als Synonym für die Niederlande wie zum Beispiel in dem niederländischen Ausdruck „Oranje boven“. Die deutsche Pluralvariante ist im Niederländischen eine Bezeichnung für Mitglieder des Königshauses. Die Nationalmannschaft wird dagegen im Singular „Oranje“ genannt.
Der Ursprung liegt im Königshaus Oranien-Nassau, niederländisch Oranje, wobei der Ursprung in der französischen Grafschaft Orange lag, das Wilhelm I. von Oranien-Nassau erbte. Er führte im 16. Jahrhundert die Niederländer in die Unabhängigkeit von den Spaniern. Ihm ist auch die Nationalhymne „Het Wilhelmus“ gewidmet und Orange wurde zur Nationalfarbe der Niederlande.